# القوة الجوية العراقية
القوة الجوية العراقية هي الفرع الجوي للقوات المسلحة العراقية، وهي المسؤولة عن حماية سماء العراق، ومراقبة الحدود الدولية والممتلكات الوطنية، والقيام بالعمليات الجوية. يعود تاريخ تأسيسها إلى عام 1931 عندما كان العراق تحت الاحتلال البريطاني، وذلك عندما بُعِثت مجموعة من الطيارين للتدريب في بريطانيا وعادوا في 22 نيسان 1931 بطائرات بريطانية الصنع إلى مطار الوشاش (وهو مطار المُثنى العسكري حالياً في بغداد)، فكانت تلك انطلاقة وبداية القوة الجوية العراقية، وعُدَّ هذا اليوم عيداً للقوة الجوية. تغير تطور القوة الجوية تبعاً لمسار العلاقات السياسية العراقية، فبعد أن أطيح بالنظام الملكي في العراق في عام 1958 بدأت الحكومة العراقية الجديدة علاقات دبلوماسية مُطردة مع الاتحاد السوفيتي، في نفس الوقت قطعت علاقاتها مع دول الغرب. وخلال فترة الخمسينيات والستينيات من القرن العشرين استخدمت القوة الجوية الطائرات السوفيتية والفرنسية، وعندما وصل صدام حُسين إلى السلطة في عام 1979 نمت القوة الجوية بسرعة، واشترى العراق عدداً من الطائرات الفرنسية.
بلغت القوة الجوية العراقية أوج ذروتها وقوتها بعد الحرب العراقية الإيرانية، ففي عام 1988 بلغ تَعداد طائراتها قرابة 1050 طائرة، لتصبح إحدى أكبر القوى الجوية في المنطقة، لكنها لم تلبث أن دُمر منها قرابة 500 طائرة في أحداث حرب الخليج الثانية، كما دُمر أغلب الجزء المتبقي وأودع بعضها في إيران لحمايتها من القصف الأمريكي، وبعضه توقف عن الإقلاع نتيجة فرض حظر الطيران وعدم توفر قطع الغيار، وبعد انتهاء حرب الخليج الثانية لم تُعِد إيران تلك الطائرات إلى العراق، وعدتها جزءًا من التعويضات عن الحرب العراقية الإيرانية، وكان عددها قرابة 160 طائرة، وبعد الحرب فرضت مناطق حظر الطيران في شمال وجنوبي العراق، أما ما تبقى من الطائرات العراقية فقد دُمر خلال غزو العراق عام 2003.
بعد حرب الخليج الثالثة مرت القوة الجوية بمراحل بناء عديدة بمساعدة الولايات المتحدة حيث جهز العراق بعدد من الطائرات وبأنواع مُختلفة، كذلك اتجهت الحكومة إلى دول أخرى وتعاقدت معها كروسيا والتشيك وكوريا الجنوبية، إلا أن أغلب تلك الصفقات عانت من مشاكل ومعرقلات. اليوم تعد القوة الجوية العراقية الداعم الأول للقوات البرية العراقية على الأرض خاصة في التصدي لتنظيم داعش الإرهابي.

## التاريخ

### التأسيس

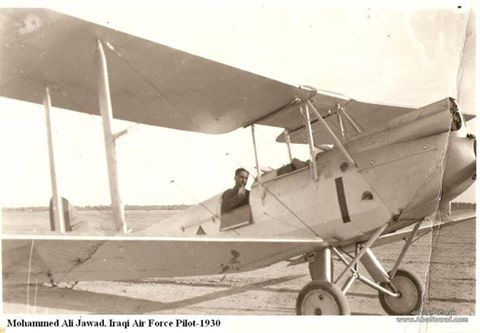
محمد علي جواد، أول ضابط طيار عراقي في القوة الجوية، وشَغل مَنصب قائد القوة الجوية العراقية فيما بعد.

كانت مسألة تأسيس جيش عراقي قوي قادر على حفظ النظام والأمن الداخلي هي إحدى المسائل الملحة التي جرت دراستها منذ بداية تأسيس الحكم الوطني في العراق عام 1920، لذلك قررت الحكومة العراقية إنشاء نواة لقوة جوية وطنية لرفع القدرة القتالية للجيش العراقي لما لهذا السلاح من تأثير فعال على نشاط الحركات العسكرية، وبذلك أدرج الموضوع ضمن الاتفاقية العسكرية مع بريطانيا التي وقّعَت في 5 مارس 1924، وألحقت بالمعاهدة العراقية البريطانية لعام 1922، وقد جاء في المادة الثانية من الاتفاقية ما يلي:
- تدريب الضباط العراقيين في المملكة المتحدة بقدر مساعدة الظروف على الفنون البحرية والعسكرية والجوية.
- تجهيز الجيش العراقي بما يحتاج من كميات كافية من العتاد والسلاح والتجهيزات والطائرات ومن أحدث الأنواع.
- تجهيز الحكومة العراقية بالخبراء البريطانيين عند طلبها ذلك ولمدة نفاذ هذه الاتفاقية.

ووافقت بريطانيا على سحب طائراتها من العراق وأن تحل محلها أسراب عراقية، وقد ماطلت بريطانيا في تنفيذ الاتفاقية ما أدى إلى توتر العلاقات بين البلدين، وفي النهاية وافقت بريطانيا على تدريب 6 طيارين عراقيين في كلية كرانويل للقوات الجوية في بريطانيا في 1 سبتمبر 1927 وتكون مدة الدراسة سنتان، كما وافقت الحكومة البريطانية على تدريب 16 عراقياً في تخصص إدامة الطائرات وصيانتها، وذلك في مستودع القوة الجوية البريطانية في معسكر الهنيدي في بغداد.
والطيارون الستة هم:
- ناطق محمد خليل الطائيّ
- محمد علي جواد
- حافظ عزيز
- أكرم مشتاق
- موسى علي[' 3]
- بشير يعقوب

في عام 1931 وصل أول خمس ضباط طيارين من التدريب في بريطانيا بأربع طائرات من نوع جيبسي موث وطائرة واحدة من نوع بوص موث ‏ (ما يشكل مجموع 5 طائرات) من لندن مروراً بباريس، ميلانو، زغرب، إسطنبول، أنقرة، حلب، والرمادي، منتهية بمدينة بغداد، في مطار الوشاش (مطار المثنى العسكري حالياً)، بالإضافة إلى 32 مهندس طيران، وقد استقبلهم الملك فيصل الأول والملك علي والأمير زيد وأشقاؤه، والأمير غازي ولي العهد والوزراء وعدد كبير من موظفي الدولة وجموع غفيرة من طلاب المدارس، وحشود بغدادية وموصلية، وكانت هذه انطلاقة وبداية نشوء القوة الجوية العراقية في تاريخ 22 نيسان 1931 واعتبر هذا اليوم عيداً للقوة الجوية. وكانت قيادة سلاح الجو الملكي البريطاني في العراق قبل إنشاء القوة الجوية العراقية تشرف على جميع عناصر القوات المسلحة البريطانية في العراق منذ عام 1920 وحتى عام 1930،
خلال السنوات الأولى من تشكيل القوة الجوية العراقية الملكية كانت نواتها الأساسية الطائرات البريطانية، وكذلك طائرات هجوم قاذفة من نوع بريدا با-65 وسافواي مارشاتي من إيطاليا.
في السنوات التي تلت استقلال العراق عن بريطانيا كان سلاح الجو العراقي لا يزال يعتمد على سلاح الجو الملكي البريطاني وخصصت الحكومة العراقية غالبية الموازنة للإنفاق العسكري، وبحلول عام 1936 كان سلاح الجو العراقي مكون من 37 طيار و55 طائرة وزاد عدد الطيارين في العام التالي إلى 127 طيار.

### من سنة 1930 إلى سنة 1950

صورة ملتقطة في يوم تأسيس القوة الجوية العراقية في تاريخ 22 نيسان 1931 ويظهر فيها رئيس الوزراء نوري السعيد واللواء الركن جميل الراوي ووزير الخارجية عبد الله الدملوجي، وفي الخلف يظهر الملازم حفظي عزيز والملازم الأول ناطق الطائي والعقيد الركن عبد اللطيف نوري والملازم الأول محمد علي جواد والملازم موسى علي والملازم الأول أكرم مشتاق.

شعار القوة الجوية العراقية من عام 1931 حتى عام 2004 (مدور).

استخدمت الحكومة العراقية سلاح الجو في مواجهة الحركات الداخلية منذ نشأته، وقد شهد المسرح السياسي في العراق الكثير من الأحداث والاضطرابات والحركات العشائرية وغيرها لاسيما في عقد الثلاثينيات، وفي كثير من هذه الأحداث والمواقف استعين بقوة الجيش العراقي والقوة الجوية العراقية بعد أن فقدت قوات وزارة الداخلية زمام السيطرة. وكانت المساهمة الأولى للقوة الجوية الحديثة التي تأسست في 22 أبريل 1931، هي التدخل في معالجة إضراب عام 1931 (إضراب بغداد الصامت)، بعد أن عم الإضراب مختلف الألوية العراقية، ولمعالجة الموقف بالسرعة اللازمة أرسلت الحكومة العراقية من بغداد في 17 يوليو 1931، سرباً من الطائرات إلى لواء البصرة وهي تحمل قوات من الجيش والشرطة وتمت السيطرة على الوضع. كما أسهمت القوة الجوية في إخماد حركة أحمد بارزان في شمال العراق عام 1932، وكانت للضربات الجوية التي وجهها الطيران العراقي الأثر الكبير على معنويات المتمردين من الكرد، حتى هرب مع جماعته إلى تركيا. كما استخدمت القوة الجوية العراقية في قمع حركات تمرد الاثوريين (التياريين)، في شهر أغسطس عام 1933 فيما يعرف باسم مذبحة سميل.
شارك سلاح الجو الملكي العراقي في القتال ضد ثورات العشائر في محافظة الديوانية والرميثة جنوب العراق في عام 1934 بأمر من بكر صدقي، وعانى في تلك المعارك من أولى خسائره الحربية، أما أول قتال مع جيش تقليدي فكان في عام 1941 أثناء الحرب الأنجلو - العراقية عندما حاولت الحكومة العراقية الاستقلال عن بريطانيا عقب انقلاب قام به رشيد عالي الكيلاني ضد القادة العراقيين المواليين لبريطانيا، مما أدى إلى تدمير سلاح الجو الملكي العراقي كقوة مقاتلة، وخسر سلاح الجو العراقي معظم طائراته في هذه الحرب ولم يبق منها إلا عدد قليل جداً لا يكاد يكفي لاستمرار تدريب الطيارين، كما أدى هذا النقص إلى تجميد بعض الأسراب أو إلغائها، حيث جُمِد السرب الأول في الموصل بسبب هرَب طياريه إلى سوريا واستيلاء القوات البريطانية على مطار الموصل، كما قلص السرب الثاني الذي تحطمت معظم طائراته، وألغي السرب الخامس الذي لم يَبق لديه سوى خمسة طائرات بريدا، وألغي السرب السادس الذي لم يبق لديه سوى طائرة واحدة سافويا مصابة بأضرار، وقد تحطمت أثناء الفحص الجوي، وبذلك تكون كل طائرات هذا السرب قد تحطمت، كذلك تحطمت معظم طائرات السرب السابع، وعليه أصدرت القوة الجوية فيما بعد أمراً بوجوب تحديد ساعات الطيران بما لا يزيد عن خمس ساعات شهرياً لكل طيار مهما كان السبب، كما توقف الطيران في مدرسة الطيران لفقدانها معظم طائراتها التي تحطمت بسبب الغارات الجوية البريطانية على القواعد الجوية العراقية والمطارات الثانوية العراقية، ونتيجة لذلك قُلص عدد طلاب الدورة الثامنة من ثلاثين طالباً إلى عشرة طلاب وأعيد الباقون إلى الجيش، وبعد تخرج هذه الدورة ألغيت مدرسة الطيران وسرب التدريب، وبذلك تكون القوة الجوية فقدت المصدر الوحيد لإعداد طياريها.
حاول سلاح الجو الملكي العراقي التعافي من خسائره. عندما دخل في حرب ضد المليشيات الصهيونية المسلحة في فلسطين في حرب 1948. فشارك السرب الأول المؤلف من طائرات الفيري المقاتلة القاذفة اعتباراً من أكتوبر/تشرين الأول 1948 حيث أرسل للدفاع عن الأجواء السورية، لأن القوة الجوية السورية كانت لا تزال في طور الإنشاء، ولم يكن لديها إلا عدد قليل من طائرات التدريب، وتمركز السرب العراقي في مطار المزة في دمشق، وفي 12 نوفمبر/تشرين الثاني 1948 أرسل الرف الثاني من هذا السرب إلى مصر لتعزيز القوة الجوية المصرية، وفي أغسطس/آب 1948 شارك رف من السرب بطائرات الآنسن من مطار المفرق في الأردن، وشارك أيضاً السرب السابع العراقي، من ثم جرى إيقاف طيران هذا السرب لعدم صلاحية طائراته للإقلاع. وكان العراق قد شارك في بداية هذه الحرب بخمسة عشر طائرة مقاتلة قاذفة من مطار المفرق بالأردن.

### عقد 1950

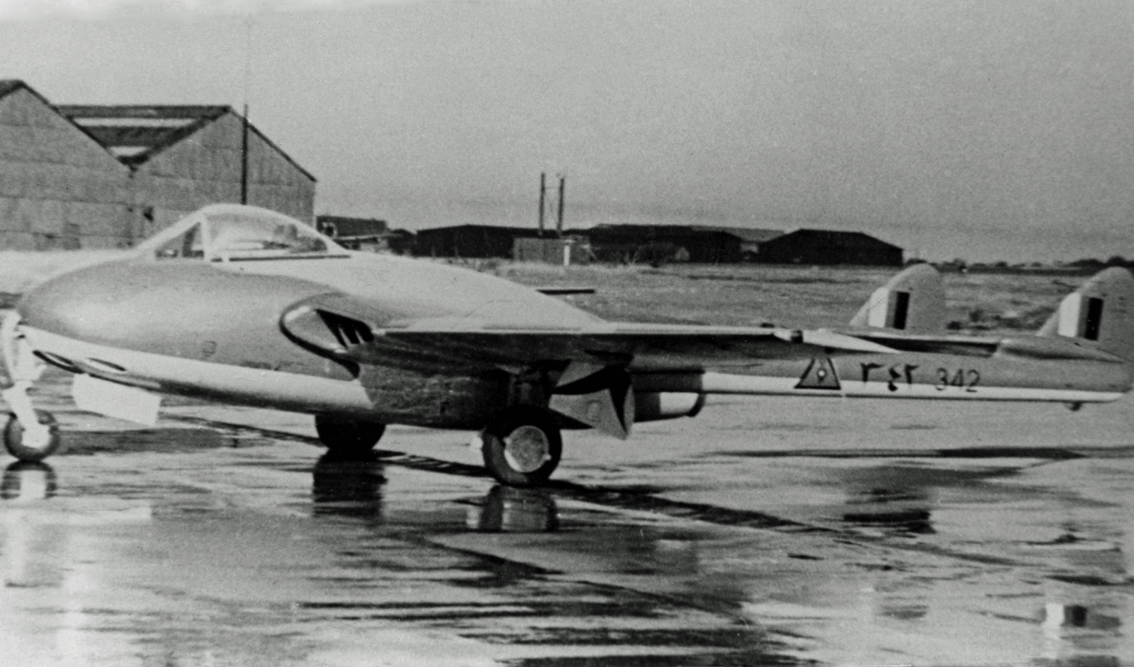
سلاح الجو الملكي العراقي طائرة دي هافيلاند فامبايرأف بي 52، قبل التسليم في عام 1953.

خلال الخمسينات، تأثرت القوة الجوية العراقية عندما أطيح بالنظام الملكي في ثورة 14 تموز عام 1958 ما أدى إلى وقف واردات الأسلحة من الدول الغربية مثل بريطانيا والتي كانت المورد الرئيسي لطائرات القوة الجوية خلال الفترة من عام 1950 إلى عام 1958 حيث تم تسليم المقاتلات النفاثة الأولية دي هافيلاند فامباير إلى سلاح الجو الملكي العراقي في عام 1953، وبوصولها أعيد تشكيل السرب الخامس الملغي، وفي منتصف الخمسينات استقبل سلاح الجو الملكي العراقي طائرة دي هافيلاند فينوم وهوكر هنتر. وفي عام 1954 و1956 تم تسليم 19 طائرة مقاتلة من نوع دي هافيلاند فامباير، و14 طائرة من نوع أي اكس- راف هاوكرز التي تنتجها الولايات المتحدة.، كما تلقى سلاح الجو الملكي العراقي الطائرة بريستول 170 للشحن في عام 1953.
وبعد تسلم القوة الجوية لطائراتها المنضمة حديثاً، استعادت نشاطها وحيويتها وأعيد تنظيمها وأصبح لديها قوة ضاربة، بالإضافة إلى تأسيس كلية القوة الجوية التي كانت تمد الأسراب بالطيارين، كما كانت مدرسة الصناعات الجوية تُعِد الملكات الفنية من المراتب وضباط الصف.
خلال ثورة 14 تموز عام 1958 أطيح بملك العراق الملك فيصل الثاني وتأسست علاقات دبلوماسية وسياسية مع دول حلف وارسو، في نفس الوقت قطعت العلاقات مع الدول الغربية. وأسقط اسم «الملكية» من اسم القوة الجوية العراقية. وأصبح الاتحاد السوفيتي المورد الرئيسي لطائرات القوة الجوية مثل طائرات ميج-17، وميج-19، وميج-21 وقاذفة القنابل أل-28. كما استلم العراق 13 طائرة من نوع أل-14 في عام 1959 من بولندا وتم تسليم الميج-17 لأول مرة في عام 1958 لتحل محل طائرات دي هافيلاند فامباير.

### عقد 1960
في عام 1961 كانت هيكل أسراب سلاح الجو العراقي على النحو التالي:
- السرب الأول: يتكون من سرب طائرات دي هافيلاند فامباير، ومقره في الحبانية، وآمر المخفر النقيب عبد المنعم إسماعيل.
- السرب الثاني: يتكون من سرب طائرات مي-4، ومقره في قاعدة الرشيد الجوية، وآمر المخفر الرائد واثق إبراهيم ادهم.
- السرب الثالث: يتكون من سرب طائرات أن-12بي، ومقره في قاعدة الرشيد الجوية، وآمر المخفر الكابتن طه أحمد محمد راشد.
- السرب الرابع: يتكون من سرب طائرات هوكر سي فوري، ومقره في قاعدة كركوك الجوية، وآمر المخفر هو الرائد عبد اللطيف.
- السرب الخامس: يتكون من سرب طائرات ميج-17، ومقره في قاعدة الرشيد الجوية، وآمر المخفر هو الرائد خالد سارة راشد.
- السرب السادس: يتكون من سرب طائرات هوكر هنتر، ومقره في الحبانية، وآمر المخفر النقيب حامد الشعبان.
- السرب السابع: يتكون من سرب طائرات ميج-17، ومقره في كركوك، وآمر المخفر هو اللواء نعمة عبد الله الدليمي.
- السرب الثامن: يتكون من سرب طائرات أل-28، ومقره في قاعدة الرشيد الجوية، وآمر المخفر هو اللواء عدنان أمين راشد.
- السرب التاسع: يتكون من سرب طائرات ميج-19

واستلم العراق أيضاً 13 مقاتلة من طراز ميج-21 في عام 1963، وقاذفة قنابل تو-16 بعد عام 1963.
في عام 1964 تسلم العراق طائرات وسكس السمتية البريطانية وأعيد تسليح السرب الرابع بها، وفي عام 1966 تشكل السرب السابع عشر وسلح بطائرات الميج 21، في عام 1967 وصلت للعراق طائرات السوخوي 7 وتمت إعادة تسليح السرب الأول بها.

#### قضية منير روفا
في عام 1966 تمكن جاسوس إسرائيلي من أصل عراقي من الهروب بطائرة ميغ 21 سوفيتية الصنع من العراق إلى مطار حتسورا الإسرائيلي شمال فلسطين مقابل 50 ألف دولار وراتب شهري له ولأسرته. جُند الطيار في أحد مقاهي أثينا وكان يلتقي رئيس جهاز الموساد وتمت العملية بالإقلاع من بغداد والطيران على مسار منخفض فوق الأراضي الأردنية هرباً من أجهزة الرادار السورية والأردنية وتخلص من صواريخ الطائرة فوق صحراء الأردن لتخفيف حمولتها كي يكفيها الوقود لبلوغ الهدف، وخلال ساعة وصل إلى إسرائيل وكان في انتظاره طائرتا ميراج إسرائيليتان اقتصرت مهمتهما على مرافقة الطائرة العراقية إلى مطار حتسور العسكري. حرص الموساد على اختلاق رواية رسمية مفادها أن الطيار العراقي مل الحياة في بلاده، وكشفت القناة العاشرة الإسرائيلية أن زوجة الطيار لم تكن تعرف بخطة زوجها وعندما صارحها أحد قادة الموساد في أوروبا بالموضوع كادت تصاب بانهيار عصبي، وعندما التقت زوجها فور هبوطه في إسرائيل لامته بشدة وسط صراخ مرتفع. ومنحت إسرائيل لروفا وزوجته وولديهما جوازات سفر وبطاقات هوية ووفرت لهم مرتباً شهرياً وبيتاً شمالي تل أبيب، ساعد روفا سلاح الجو الإسرائيلي على دراسة الطائرة وامتيازاتها وقدم لهم كتيب حول خصائصها استولى عليه قبل أن يقلع من بغداد، وساعد أيضاً في صيانة الطائرة وقامت إسرائيل بالعديد من التجارب واكتشفت مميزاتها ونقاط ضعفها، وسلمتها للولايات المتحدة الأمريكية للمعاينة.

#### حرب 1967
أدت القوة الجوية العراقية في هذه الحرب دوراً ملحوظاً على الرغم من عدم وجود خطة عمليات مشتركة مع القوات الجوية العربية، ومع ذلك استطاعت القوة الجوية العراقية تنفيذ العديد من الواجبات في العمق الإسرائيلي من قاعدتي الوليد والحبانية، ضد تل أبيب ونتانيا وكفر سركين، مما جعل القوات الجوية الإسرائيلية تشن هجمات على هاتين القاعدتين محدثةً خسائر بعدد من المباني والطائرات والأشخاص، وأيضاً حدثت معارك جوية عنيفة أسقطت فيها خمس طائرات إسرائيلية من طراز فوتور وميراج 3، وأُسر عدد من طياريها، وكانت القوة الجوية العراقية قبل الحرب تعاني من نقص في الطيارين والطائرات والتدريب التعبوي للحرب وانشغال العراق بمشاكل الأمن الداخلي وأهمها تمرد البرزانيين شمال العراق.
في 5 يونيو/حزيران 1967 بلغ إجمالي الطائرات المقاتلة بالقوة الجوية العراقية كالتالي:
- طائرة اعتراضية: 26 طائرة ميج 21.
- المقاتلات القاذفة: 48 طائرة من طراز هنتر وميج 17.
- قاذفات: 20 طائرة تي يو 16، إليوشن 28.
- إجمالي الطيارين: 128 طيار مقاتل.

وشارك سيف الله أعظم في الحرب تحت قيادة الأردن ثم العراق وأسقط عدداً من الطائرات الإسرائيلية وعددها اثنان، باستخدام طائرة هوكر هنتر، ونال «وسام الشجاعة» تقديراً لمشاركته في حرب 1967، وكرمه الجيش الأمريكي لاحقاً بتضمين اسمه بقائمة أفضل 22 طياراً على قيد الحياة.

### عقد 1970

#### حرب أكتوبر (حرب تشرين التحريرية)
شارك الجيش العراقي في حرب أكتوبر على الجبهة السورية والجبهة المصرية، حيث قام بإرسال 3 أسراب ميج 21، وسرب ميج 17 إلى الجبهة السورية، وإرسال سرب هوكر هنتر إلى الجبهة المصرية.

##### على الجبهة السورية
لعب الطيران الإسرائيلي دوراً كبيراً في حرب تشرين إلا أنه تكبد خسائر جسيمة نتيجة فعالية أسلحة الدفاع الجوي السورية وخاصة منظومة الصواريخ (كافرديت)، وشاركت القوة الجوية العراقية بأربعة أسراب مكونة من طائرات الميج 21، والميج 17 تَكبدت العديد من الخسائر وصل إلى 23 طائرة بالإضافة إلى إصابتها بنيران صديقة من صواريخ سام السورية، في يوم 14 تشرين الأول 1973 كثفت القوات الجوية الإسرائيلية غاراتها وبدأت بفتح ثغرات بجدار الدفاع السوري المدعوم بعناصر من الاختصاصيين السوفييت الذين كانوا يرتدون ملابس الجيش السوري بعد تدمير عدد من بطاريات صواريخ (الفولكا والبيجورا، والكفادرات، وعجلات الشيلكات). في 30 تشرين الأول 1973 تم سحب جميع القوات البرية والجوية العراقية (ما عدا سرب) وعاد الجيش العراقي إلى العراق.

##### على الجبهة المصرية
على الجبهة المصرية شاركت القوة الجوية العراقية بسرب من طائرات هوكر هنتر مكون من 12 طائرة، اشترك بالمعارك بجانب القوات المصرية وكانوا يأتمرون بأوامر القيادة المصرية معسكرين بمطار قيوسنا، وفي يوم السبت 6 أكتوبر تلقى الطيارون العراقيون الأوامر من القيادة المصرية بالقتال وتنفيذ ضربة جوية ضد القواعد والقوات الإسرائيلية في سيناء، واستطاع الطيارون العراقيون إسقاط 21 طائرة حربية إسرائيلية في معارك جوية، وفيما بعد تسلم السفير العراقي في مصر سمير النجم من وزير الحربية المصري أحمد إسماعيل، وسام نجمة الشرف العسكري الذي منحه الرئيس المصري أنور السادات لقائد السرب العراقي الذي حارب علي الجبهة المصرية.

#### حرب شمال العراق
شهد عام 1970 سلسلة من الانتفاضات الكردية الشرسة في شمال العراق ضد الحكومة العراقية، وعانت القوة الجوية العراقية من خسائر فادحة أثناء محاربة الأكراد، لذلك بدء استخدام القاذفة العملاقة توبوليف تو-22 في المعارك والتي تستطيع حمل 3 أطنان من القنابل على علو مرتفع لتجنب بطاريات الدفاع الجوي الإيرانية (سام) التي وضعتها إيران بالقرب من الحدود العراقية لتغطية المتمردين الأكراد. وخلال منتصف عام 1970 زادت التوترات مع إيران والتي تم علاجها لاحقاً بتوقيع اتفاقية الجزائر 1975.

### عقد 1980

#### الحرب العراقية الإيرانية

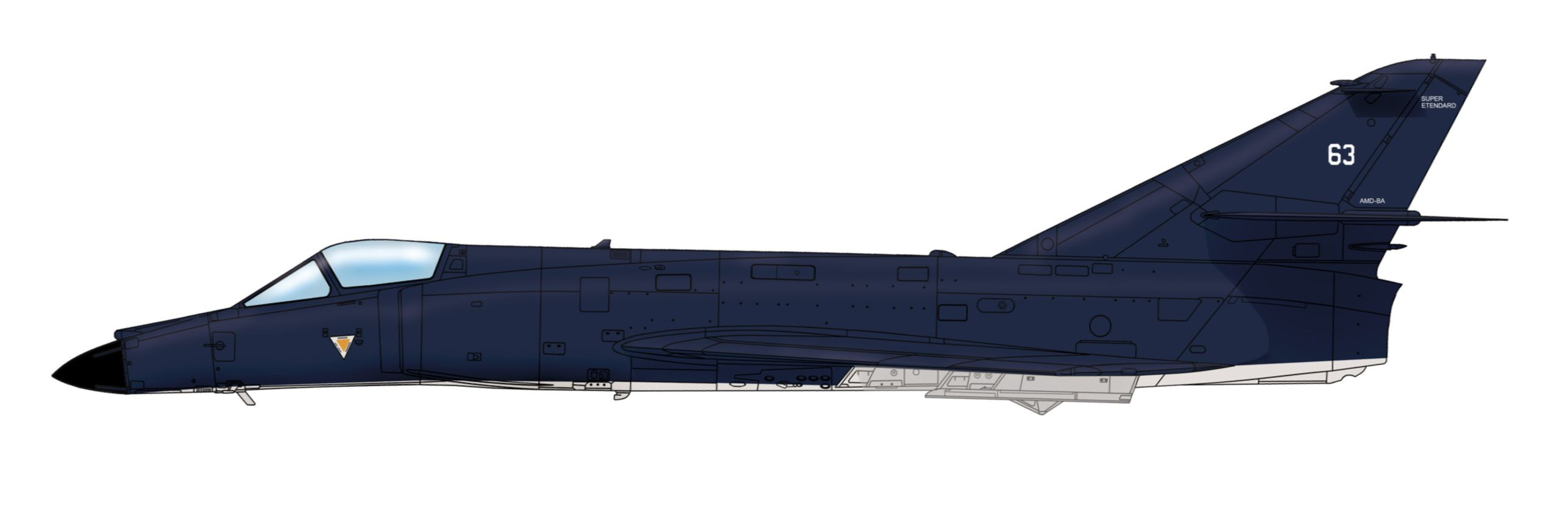
داسو سوبر ايتندارد، القوة الجوية العراقية عام 1983.

بين خريف عام 1980 وصيف عام 1990 ارتفع عدد الطائرات في القوة الجوية العراقية من 325 إلى أكثر من 1000 طائرة، وقبل الحرب العراقية الإيرانية كانت القوة الجوية العراقية تمتلك 16 طائرة داسو ميراج فرنسية، وقرابة 240 طائرة ومروحية جديدة من أوروبا الشرقية، إلا أنه عندما بدأت الحرب العراقية الإيرانية في أواخر سبتمبر عام 1980 أوقف الاتحاد السوفيتي وفرنسا عمليات توريد الطائرات إلى العراق ولكنها استأنفت التوريد بعد بضعة أشهر. شاركت القوة الجوية العراقية في الحرب بطائرات متقادمة مثل سوخوي سو-20، ميج-21، ميج-23، توبوليف 16/22، وأغارت القوة الجوية العراقية على المطارات الإيرانية، إلا أن الطائرات الإيرانية لم تتضرر بسبب حظائر الطائرات الخرسانية، ورداً على تلك الهجمات شنت القوات الجوية الإيرانية عملية كمان 99 بعد يوم من شن الحرب.
في أواخر عام 1981 بدا من الواضح أن طائرات داسو ميراج إف1 وميج-25 فعالة ضد الإيرانيين. وبدأت القوة الجوية العراقية باستخدام الأسلحة الشرقية الجديدة الذي تضم / قاذفة القنابل العملاقة توبوليف-22 المجهزة بصواريخ كيه-22،

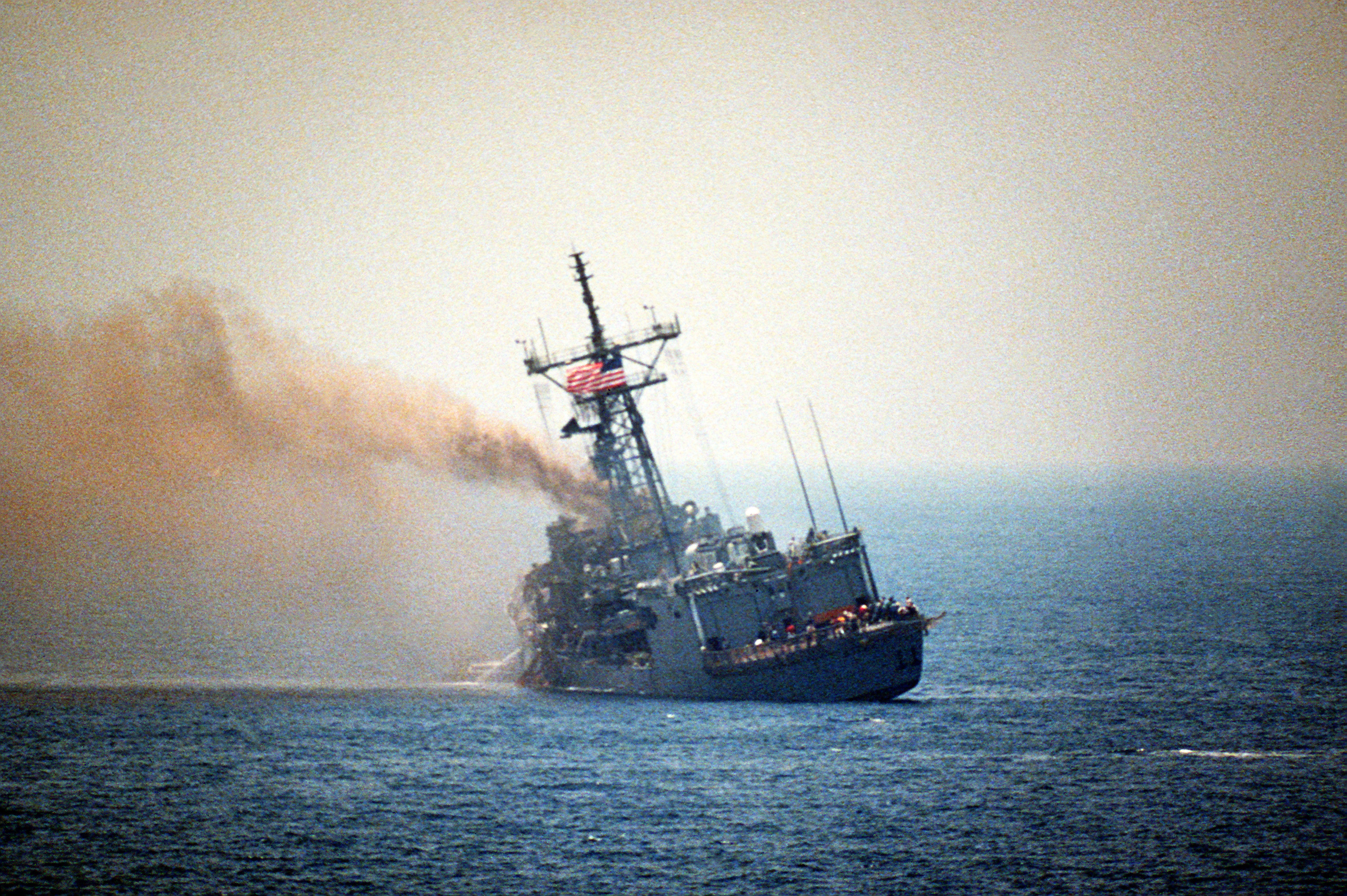
الفرقاطة الأمريكية يو اس اس ستارك بعد أن أطلق عليها طيار عراقي صاروخين إكزوست عن طريق الخطأ.

طيارون عراقيون يستعدون لضرب أهداف إيرانية جديدة خلال الحرب العراقية الإيرانية وتظهر خلفهم طائرات الميراج إف1.

لعبت القوة الجوية العراقية دوراً مهماً ورئيسياً في الحرب ضد إيران حيث قامت بقصف المطارات والبنى التحتية العسكرية وكذلك قامت بقصف منهجي للمناطق الحضرية في طهران، وغيرها من المدن الإيرانية الكبرى (عرفت فيما بعد باسم حرب المدن)، وبلغ عدد المدن الإيرانية التي قصفت في نهاية الحرب خمسين مدينة، وجنباً إلى جنب قوات الجيش وقوات العمليات الخاصة والجيش الشعبي لعبت القوة الجوية العراقية دوراً هاماً في الهجمات العسكرية على إيران. وقامت القوة الجوية أيضاً بدور ناجح في مهاجمة ناقلات النفط والسفن الأخرى بواسطة صواريخ إكزوست التي تركب على طائرة داسو ميراج إف-1. وفي 17 مايو 1987 قصف أحد الطيارين العراقيين عن طريق الخطأ اثنين من الصواريخ المضادة للسفن على فرقاطة أمريكية فتسبب في قتل 37 بحاراً.
بحلول عام 1987 تألفت القوة الجوية من 40 ألف شخص، حوالي 10 آلاف منهم كانوا جزء من قيادة الدفاع الجوي. وكانت قواعد العراق الرئيسية التي تنطلق منها الطائرات لقصف أهداف في الأراضي الإيرانية هي: قاعدة التقدم الجوية، قاعدة بلد الجوية، قاعدة الأسد الجوية، قاعدة طليل الجوية، قاعدة القيارة الجوية. تنتشر القوة الجوية العراقية في 24 قاعدة رئيسية و30 مطار عسكري، ويحتوي بعضها على ملاجئ محصنه ومدارج واسعة.

##### أبرز الطيارين خلال الحرب
نتيجة لخوض العراق حرباً طويلة ومكثفة صنفت كأطول حرب في القرن العشرين بمدة بلغت ثمان سنوات، استطاع الطيارون العراقيون اكتساب الخبرة في المعارك الحقيقية التي اختبرت قدرتهم وصلابتهم، وعلى وجه الخصوص برز اسمان خلال تلك المعارك كأفضل طيارين عراقيين وهما:
- محمد ريان: الذي لُقب بـ صقر السماء وأهلته كفاءة قيادته للميج-21 في مواجهة طائرة إف-5 الإيرانية في عام 1980، ولقيادة طائرة ميج-25 في أواخر عام 1981 وقام بإسقاط ثمان مقاتلات إيرانية، وقتل خلال معركة مع طائرة إف-14 الإيرانية عام 1986.[' 13]
- عمر جوبين: الذي كان يحلق بطائرات الميج-21 واشتبك في معارك جوية ضد طائرات إف-5 تايغر وإف-4 فانتوم في عام 1980، وانتقل بعد ذلك إلى طائرة من طراز ميج-23، وقتل خلال تحليقه بطائرة ميج-29 في معركة مع طائرة إف-15 في يناير 1991.

### عقد 1990

#### حرب الخليج الثانية وحظر الطيران
في أغسطس 1990 كان العراق أكبر قوة جوية في المنطقة، بالرغم من فترة الحرب الطويلة التي خاضها العراق مع إيران وكانت القوة الجوية العراقية آنذاك تمتلك 910 طائرة مقاتلة في أسطولها، ومن الناحية النظرية كان من المتوقع أن تكون القوة الجوية العراقية منهكة بعد فض النزاع مع إيران، وبعد انتهاء الحرب أعاد العراق تنظيم القوة الجوية وتطوير أساليبها تعبوياً وإدارياً وفنياً مستفيداً من دروس الحرب العراقية الإيرانية، ووضعت خطة لبناء القوة الجوية والدفاع الجوي للفترة 1990-1995 والتي نصت على تقليص الكم لصالح النوع وتحديث الطائرات، والاعتماد على القدرات الذاتية، وقد تعثر تنفيذ تلك الخطة.
وفي بداية حرب الخليج الثانية عانت القوة الجوية العراقية من خسائر في الطائرات سواء التالفه أو المتضررة، أو الطائرات التي رُحلت إلى إيران وأعداها. وعلى الأرض (227 طائرة) مع استبعاد المروحيات والطائرات التي تنتمي إلى طيران الجيش العراقي والبحرية العراقية وحرس الحدود.
أولاً، بلغ عدد الضباط القتلى 43 ضابط قتيل و19 ضابط مفقوداً، وبلغ عدد القتلى من الرتب الأخرى 692 قتيل.
| الطائرة                     | 1990 | دُمر | تَضرر | إلى إيران | نجت |
| --------------------------- | ---- | --- | ---- | --------- | --- |
| ميراج إف1 أي كيو/بي كيو     | 88   | 23  | 6    | 24        | 35  |
| ميراج إف1 كويتي             | 8    | 2   | 2    | 0         | 4   |
| سو-20                       | 18   | 4   | 2    | 4         | 8   |
| سو-22 R                     | 10   | 1   | 0    | 0         | 9   |
| سو-22 M2                    | 24   | 2   | 6    | 5         | 11  |
| سو-22 M3                    | 16   | 7   | 0    | 9         | 0   |
| سو-22 UM3                   | 25   | 3   | 1    | 0         | 21  |
| سو-22 M4                    | 28   | 7   | 0    | 15        | 6   |
| سو-24 MK                    | 30   | 5   | 0    | 24        | 1   |
| سو-25                       | 72   | 31  | 8    | 7         | 26  |
| ميج-21/أف7                  | 236  | 65  | 46   | 0         | 115 |
| ميج-23 BN                   | 38   | 17  | 0    | 4         | 18  |
| ميج-23 ML                   | 39   | 14  | 1    | 7         | 17  |
| ميج-23 MF                   | 14   | 2   | 5    | 0         | 7   |
| ميج-23 MS                   | 15   | 2   | 4    | 0         | 9   |
| ميج-23 UM                   | 21   | 8   | 0    | 1         | 12  |
| ميج-25 U                    | 7    | 3   | 2    | 0         | 2   |
| ميج-25 RB                   | 9    | 3   | 3    | 0         | 3   |
| ميج-25 PDS                  | 19   | 13  | 1    | 0         | 5   |
| ميج-29 A                    | 37   | 17  | 4    | 3         | 13  |
| ميج-29 UB                   | 4    | 0   | 0    | 1         | 3   |
| توبوليف تو-16               | 3    | 3   | 0    | 0         | 0   |
| شيآن إتش-6                  | 4    | 4   | 0    | 0         | 0   |
| أنتونوف أن-26               | 5    | 0   | 3    | 0         | 2   |
| إليوشن إي أل-76             | 19   | 3   | 1    | 15        | 0   |
| داسو فالكون 20              | 2    | 0   | 0    | 2         | 0   |
| داسو فالكون 50              | 3    | 0   | 0    | 3         | 0   |
| لوكهيد جيت ستار             | 6    | 4   | 0    | 1         | 1   |
| آيرو إل-39 ألباتروس         | 67   | 0   | 1    | 0         | 66  |
| إمبراير إي إم بي 312 توكانو | 78   | 1   | 6    | 0         | 64  |
| اف اف أي أس-202 برافو       | 34   | 5   | 5    | 0         | 17  |
| اليوريس تراينر              | 12   | 0   | 0    | 0         | 12  |
| باك جت بروفوست              | 15   | 0   | 0    | 0         | 15  |
| كاواساكي بيه كيه 117        | 14   | 1   | 6    | 0         | 6   |
| المجموع                     | 1020 | 271 | 119  | 122       | 508 |

خلال حرب الخليج الثانية دُمر معظم أسطول القوة الجوية العراقية من قبل الولايات المتحدة وحلفائها، وضربت معظم المطارات والقواعد الجوية والبنى التحتية في العراق، وأسقط العراق أربع طائرات للتحالف خلال معارك جوية، وعلى الرغم من خروج ست طائرات توبوليف تو-22 من خدمة القوة الجوية العراقية قبل الحرب، إلا أنها قصفت خلال الحرب، وسجلت أولى معارك القتال الجوي خلال الحرب باشتراك طائرة ميج-25 أقلعت من قاعدة القادسية الجوية يقودها الملازم زهير داود من السرب 84، مع طائرة إف-18 هورنيت أمريكية يقودها الطيار مايكل سكوت سبايكر انتهت بسقوط الطائرة الأمريكية في الليلة الأولى من الحرب، وفي عام 2009 أعلنت وزارة الدفاع الأمريكية أنها قد حددت موقع رفات الطيار في منطقة نائية بمحافظة الأنبار حيث قامت جماعة من البدو الرحل بدفنه في مكان قريب من طائرته.
وسجلت ثاني المعارك الجوية في الحرب عندما حلق الطيار جميل صيهود بطائرته الميج-29 في يوم 19 يناير خلال مهمة للتصدي لطائرات التحالف، في نفس الوقت كان الطياران غري لينوكس وادرين ويكس من السرب إل 15 التابع للقوات الجوية الملكية البريطانية في مهمة لقصف قاعدة القادسية الجوية أو قاعدة الأسد الجوية بطائرة تورنادو المرقمة ZA396/GE، فاعترض طائرتهما جميل صيهود وأسقطها بصاروخ حراري أر-60 وعلى إثرها قتل الطياران إثر تحطم طائرتهما وسجلت الطائرة على أنها تحطمت في 22 يناير 1991 في مهمة في الرطبة.
في محاولة لإثبات قدرة القوة الجوية العراقية على الهجوم الجوي، شن الطيران العراقي في 24 يناير هجوماً على مصفاة نفط سعودية كبيرة في بقيق، وقامت بالعملية طائرتي من نوع داسو ميراج إف1 محملة بالقنابل الحارقة وطائرتان من طراز ميج-23 تحلق معها كغطاء، رصدت الطائرات العراقية من قبل أواكس سعودية، وأرسلت طائرتين من القوات الجوية الملكية السعودية من طراز إف-15 للاعتراض، واشتبكت الطائرات السعودية مع طائرات الميج العراقية وقامت بإسقاطها، بينما أطلقت الطائرة العراقية الناجية صاروخ إكسوزيت لكنه سقط في مياه الخليج دون إلحاق أضرار ثم لاذت بالفرار من المواجهة، وبعد هذه الحادثة أوعز صدام حسين بإرسال العديد من الطائرات الثمينة إلى إيران ويوغسلافيا على أمل أن تقوم إيران بإرجاعها.
خلال حرب الخليج الثانية فر معظم الطيارين العراقيين على طائرات فرنسية وسوفيتية إلى إيران هرباً من قصف قوات التحالف لعدم وجود بلد آخر يوفر لهم ملاذ آمن، احتفظت إيران بتلك الطائرات بعد الحرب وعادت سبعة طائرات من طراز سوخوي سو-25 إلى العراق عام 2014، في حين وضع ما تبقى في خدمة القوة الجوية الإيرانية، وعندما طالب العراق باسترجاعها لم ترجعها إيران واعتبرتها كتعويضات عن الحرب العراقية الإيرانية، وبسبب هذا الموقف لم يرسل صدام حسين بقية قواته الجوية إلى إيران قبيل الغزو الأمريكي للعراق في عام 2003 وقام بدفنها في الرمال، وذكر صدام حسين معلقاً قائلاً:
| القوة الجوية العراقية | إن الإيرانيين أصبحوا أقوى من ذي قبل، لديهم الآن قواتنا الجوية! | القوة الجوية العراقية |
| — صدام حسين           |                                                                |                       |

وشملت الطائرات المرسلة إلى إيران طرازات داسو ميراج إف1، سوخوي سو-25، سوخوي سو-22، سوخوي سو-24، سوخوي سو-25، ميج-23، ميج-29، إليوشن إي أل-76، واواكس، كما أرسلت الحكومة العراقية أيضاً قبل غزو العراق عام 2003 19 طائرة ميج-21 وميج-23 إلى يوغسلافيا، ولم تعد تلك الطائرات أبداً بسبب العقوبات الدولية.

في عام 22 يونيو 2014، صرح الفريق قاسم عطا المتحدث باسم مكتب القائد العام للقوات المسلحة العراقية، أن «إيران أعادت للعراق 130 طائرة حربية مزودة بالأسلحة كانت تحتجزها منذ أكثر من 20 سنة» وأشار أنها مزودة بأسلحة مطورة وستشارك في المعارك ضد داعش. إلا أنه خرج في تصريح آخر نفى فيه كلامه، وقال «إن الأنباء التي تحدثت عن إعادة إيران 130 طائرة حربية للعراق كانت تحتفظ بها منذ تسعينيات القرن الماضي للمشاركة في تحرير مدينة الموصل، عارية عن الصحة».

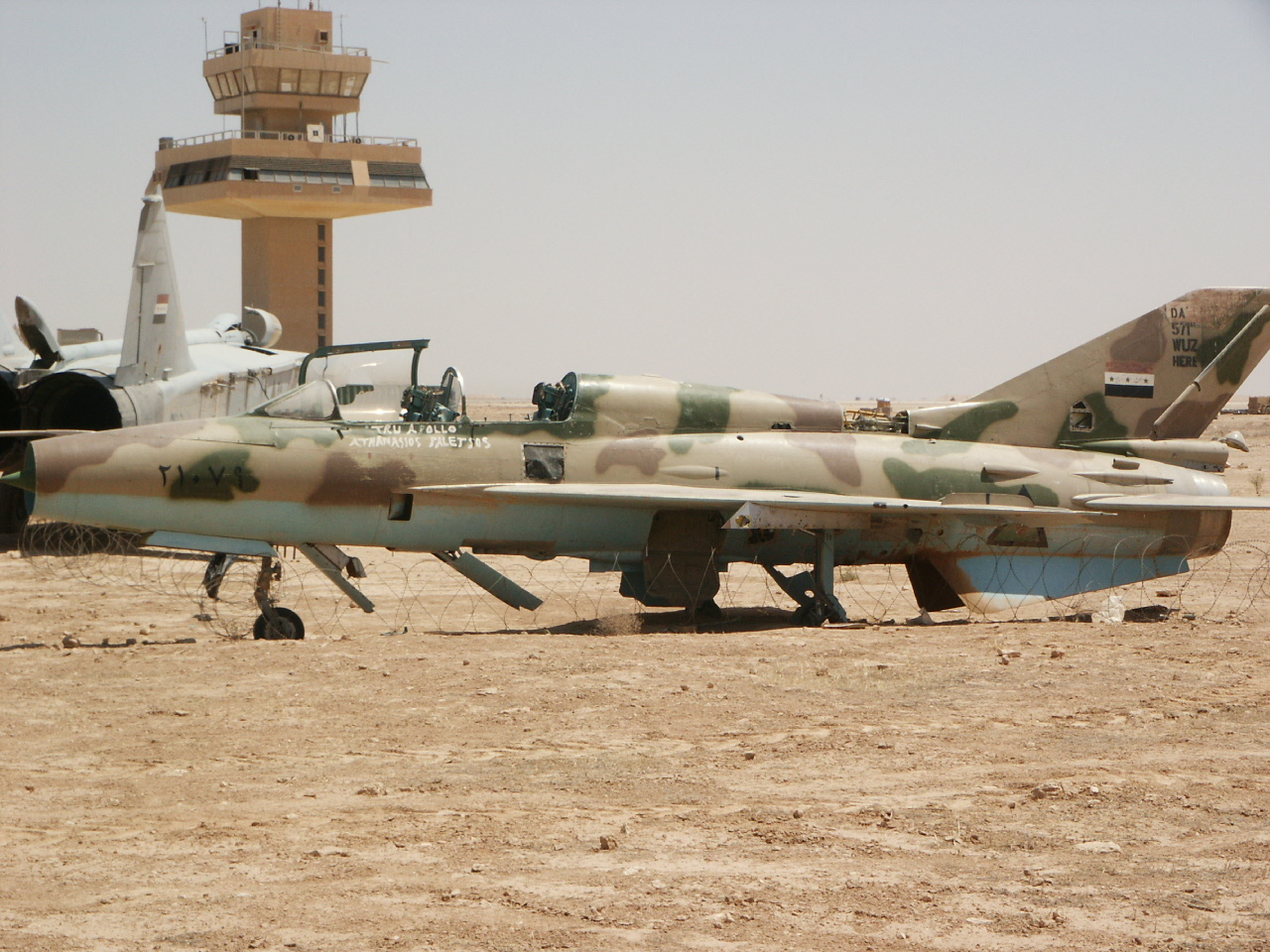
طائرة جيه-7 مهجورة أو مهملة أمام برج قاعدة الأسد.

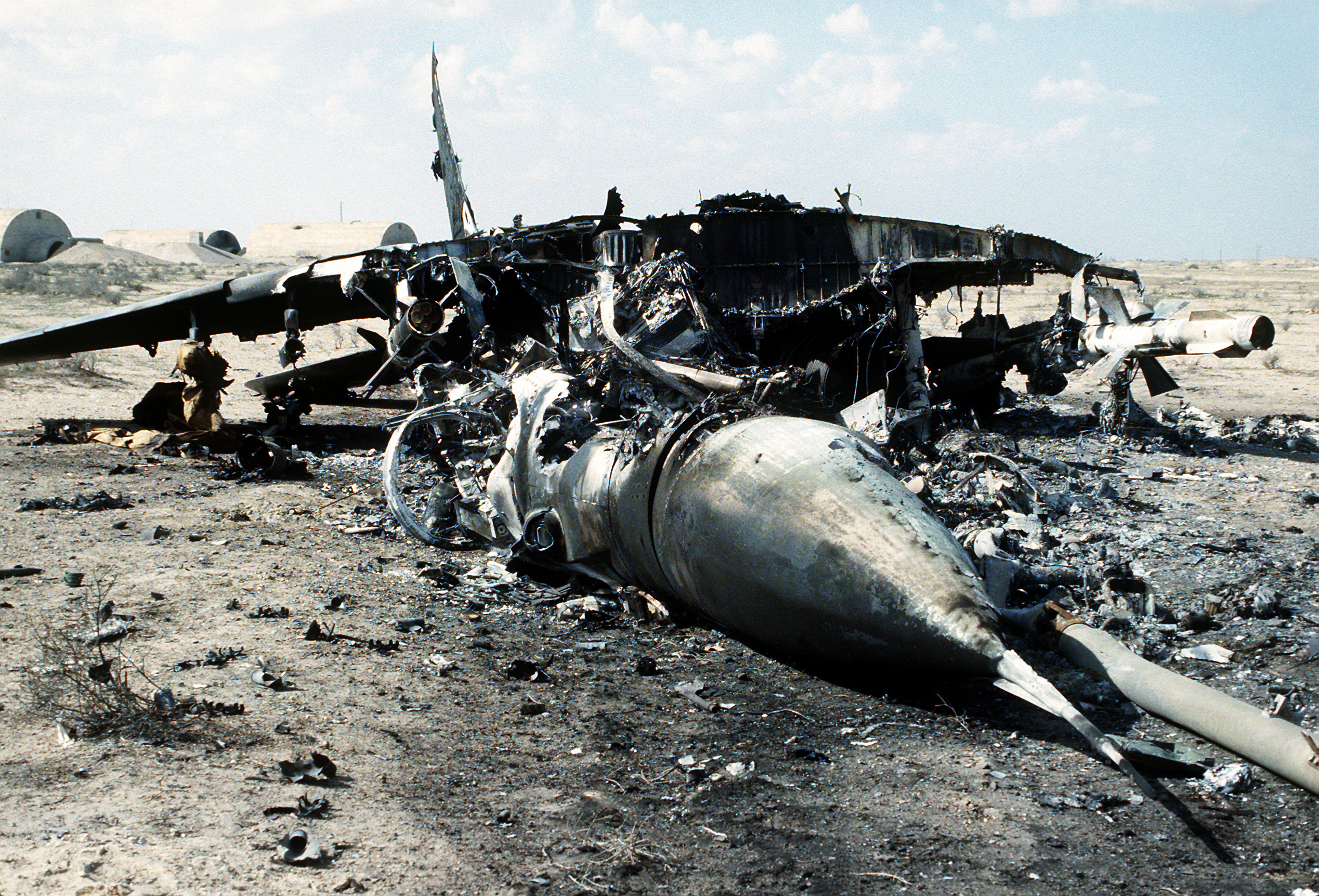
طائرة ميكويان ميج-29 عراقية تكمن في حالة خراب بعد تدميرها من قبل قوات التحالف خلال عملية عاصفة الصحراء وحرب الخليج الأولى.

#### خسائر الطائرات التي دُمرت من قبل التحالف
| الطائرات            | المنشأ           | سَقطت، دُمرت | رُحلت إلى إيران |
| ------------------- | ---------------- | ---------- | -------------- |
| ميج-21              | الاتحاد السوفيتي | 4          | 0              |
| ميج-23              | الاتحاد السوفيتي | 9          | 12             |
| ميج-25              | الاتحاد السوفيتي | 2          | 0              |
| ميج-29              | الاتحاد السوفيتي | 6          | 4              |
| ميراج إف1           | فرنسا            | 9          | 24             |
| سو-17               | الاتحاد السوفيتي | 4          | 0              |
| سو-20               | الاتحاد السوفيتي | 0          | 4              |
| سو-22               | الاتحاد السوفيتي | 2          | 40             |
| سو-24               | الاتحاد السوفيتي | 0          | 24             |
| سو-25               | الاتحاد السوفيتي | 2          | 7              |
| إليوشن إل-78        | الاتحاد السوفيتي | 1          | 15             |
| ميل مي-8            | الاتحاد السوفيتي | 1          | 0              |
| مجموع أرقام الخسائر |                  | 44         | 137            |

أعلنت القوة الجوية العراقية أن خسائرها في المعارك الجوية أمام قوات التحالف هو 23 طائرة. وفي المقابل تدعي الولايات المتحدة أنها أسقطت 44 طائرة، في نفس الوقت أنكرت قوات التحالف أي خسائر في أسطولها الجوي خلال المعارك، إلا أنها اعترفت في عام 1995 بخسارة إحدى طائراتها، وبعد عام 2003 اعترفت بخسارة ثانية.
شاركت القوة الجوية العراقية في قمع الانتفاضة الشعبانية جنباً إلى جنب مع طيران الجيش العراقي الذي شارك بطائرات ميل مي-8 وميل مي-24، غازيل، ألويت 2، بوما، وغيرها. قامت القوات بقمع الانتفاضة في الجنوب ومحاربة المتمردين الأكراد في الشمال بين عامي 1991 و1993. بعد حرب الخليج الأولى، تألفت أغلب القوة الجوية العراقية من طائرات سو-24 وسرب واحد من طراز ميج-25 إس التي تم شراؤها من الاتحاد السوفيتي في عام 1979 وبقيت بعض طائرات الميراج وطائرات الميج-23 MLS وسوخوي سو-22 أيضاً في الخدمة، مع طائرات أخرى من طراز ميج-29 التي تم إخراجها من الخدمة بحلول عام 1995 بسبب المحرك، وسحب طراز ميج-21 بسبب عدم الاهتمام والصيانة ولقدمها، وخلال فترة العقوبات التي تلت ذلك كان سلاح الجو مقيد بشدة ولا يستطيع الطيران بسبب مناطق حظر طيران التي وضعها التحالف لتقييد الوصول إلى قطع الغيار بسبب العقوبات التي فرضتها الأمم المتحدة، وأصبحت مُعظم طائرات القوة الجوية العراقية غير صالحة للاستخدام وعدد قليل منها كان مُخبأً عن الاستطلاع الأمريكي للهروب من القصف.
وفي عامِ 2008 أصدر مركز المعلومات التقنية الدفاعية محفوظات سرية تعود لعهد صدام حسين تُسلط الضوء على الخسائر والعمليات الحقيقية للقوة الجوية العراقية في عام 1991.

### عقد 2000

#### عملية غزو العراق عام 2003

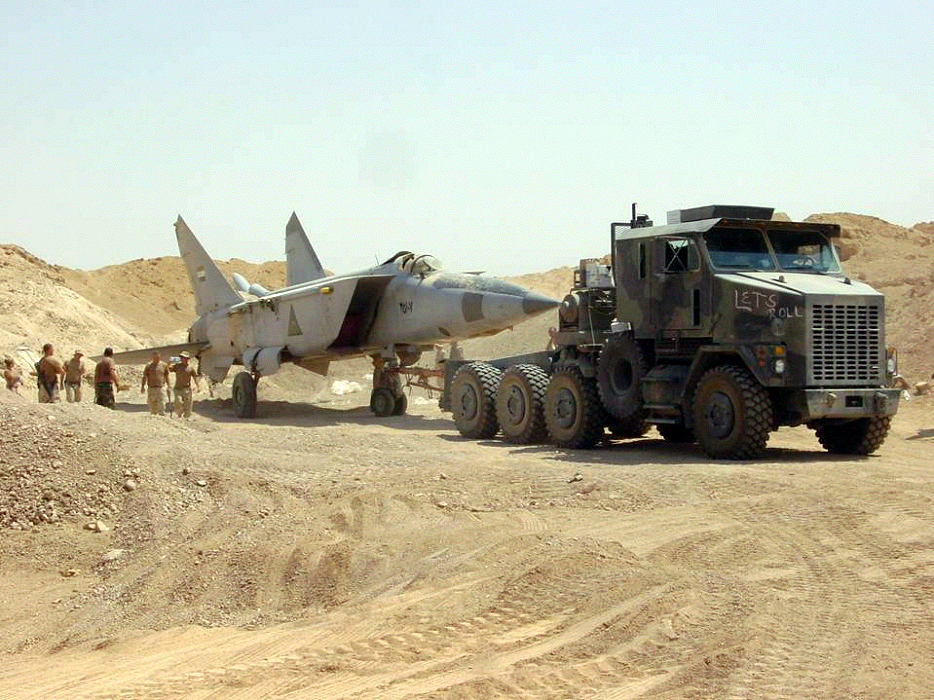
طائرة ميج-25 عراقية وجدت تحت الرمال غرب بغداد.

بحلول عام 2003 قدر تعداد طائرات القوة الجوية العراقية بـ 180 طائرة. في أواخر عام 2002 قدمت شركة أسلحة يوغسلافية طائرات من طراز ميج-21S، وميج-23S منتهكة عقوبات الأمم المتحدة. ومع ذلك، كان هذا القرار متأخر جداً لتحسين حالة القوة الجوية العراقية.
عندما بدأ الغزو الأمريكي للعراق، لم يأمر صدام حسين المقاتلات العراقية بصد طائرات التحالف والدفاع عن المجال الجوي للبلاد، بل أوكل تلك المهمة إلى الدفاع الجوي وأمر بتفكيك ودفن الجزء الأكبر من المقاتلات، والتي عثر على بعضها في وقت لاحق من قبل القوات الأمريكية حول القواعد الجوية مثل قاعدة التقدم الجوية وقاعدة عين الأسد الجوية ووجدوا بها طائرات من طراز ميج-25S وسوخوي سو-25S وأنواع أخرى. ودمرت معظم طائرات القوة الجوية العراقية خلال الغزو وبعده، وألغيت جميع المعدات ولم يبق منها شيء.

### ما بعد الغزو

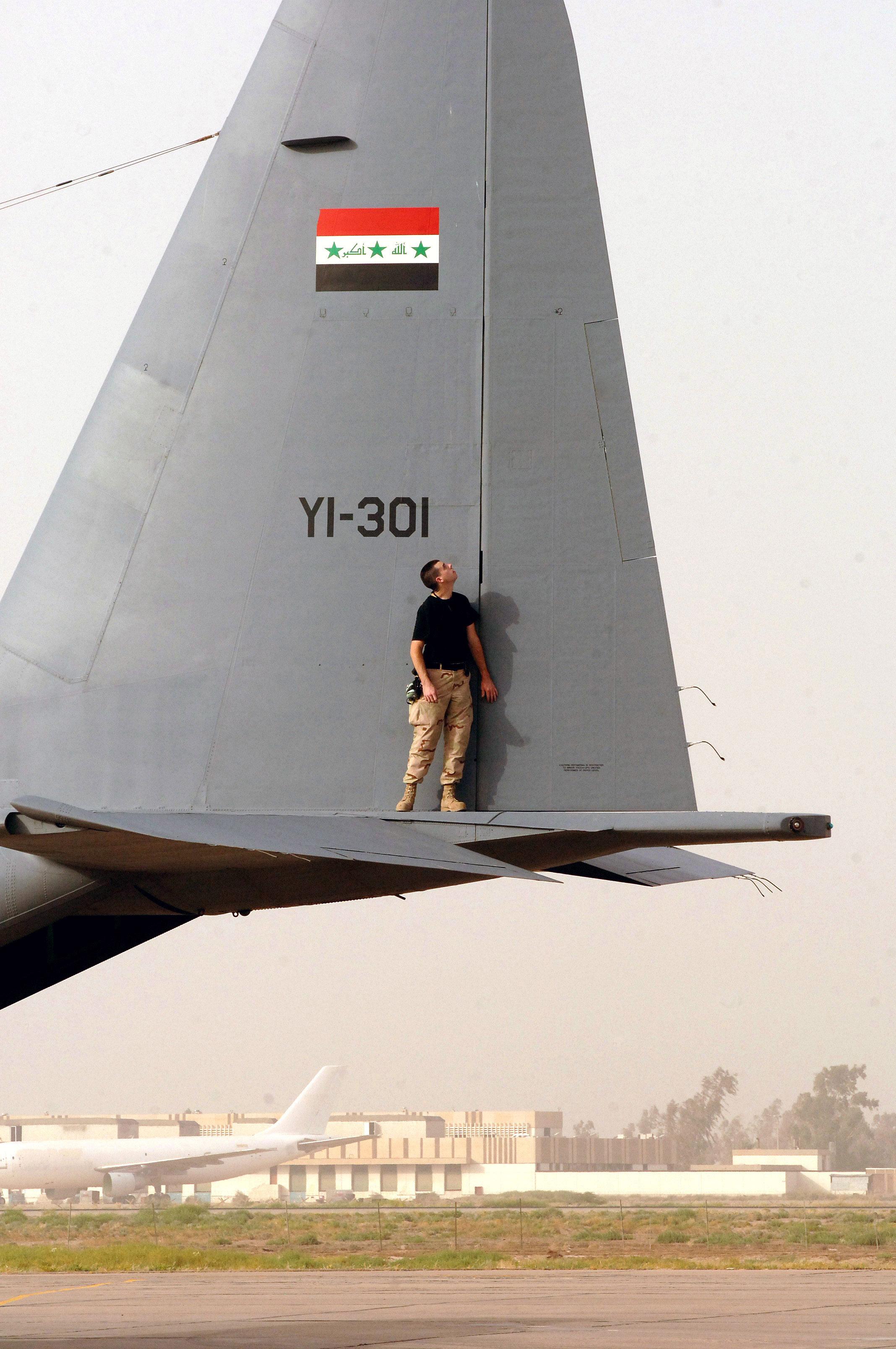
فني من الولايات المتحدة يجري عمليات تفتيش على طائرة لوكهيد سي-130 هيركوليز تابعة للقوة الجوية العراقية.

أعيد بناء القوة الجوية العراقية بعد غزو العراق عام 2003 كجزء من برنامج شامل لبناء قوات دفاع عراقية جديدة. في ديسمبر 2004 وقعت وزارة الدفاع العراقية عقدين مع الجانب البولندي، بلغت قيمة العقد الأول 132 مليون دولار، وتضمن تسليم 20 طائرة هلي كوبتر دبليو 3 سوكول وتدريب 10 طيارين عراقيين و25 من موظفي صيانة، على أن يتم تسليم الطائرات بحلول نوفمبر/تشرين الثاني من عام 2005، ولكن في أبريل 2005 أعلن عدم المضي قدماً في تنفيذ العقد كما هو مخطط، ونتيجة لذلك تم تسليم طائرتين للاختبار فقط في عام 2005.
أما العقد الثاني فبلغت قيمته 105 مليون دولار، لتزويد القوة الجوية العراقية ب24 طائرة ثنائية المقعد روسية الصنع، وإعادة تشغيل طائرات مي-17. اعتباراً من عام 2008 تم تسليم 8 طائرات وتم تسليم المزيد من الطائرات في وقت لاحق.

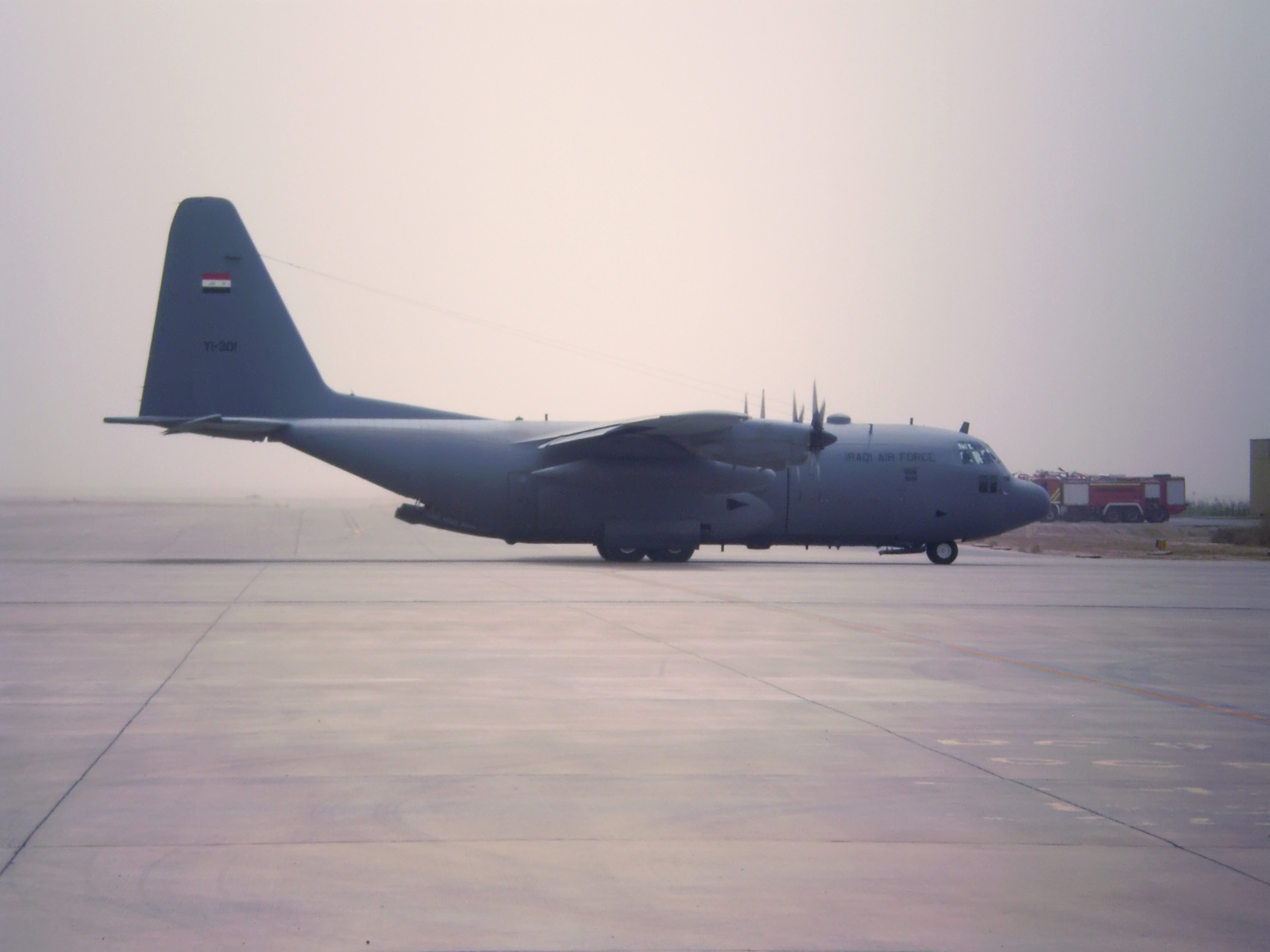
طائرة سي-130 هيركوليز تابعة للقوة الجوية العراقية في مطار البصرة الدولي، 1 مايو 2005.

خلال هذه الفترة، خدم في سلاح الجو طائرات استطلاع خفيفة ونقل. في 4 مارس 2007 قامت القوة الجوية العراقية بأول إخلاء طبي في مدينة بغداد. وفي عام 2007 وفرت القوات الجوية الأمريكية التدريب والمشورة إلى القوة الجوية العراقية.
وخلال عملية صولة الفرسان شاركت القوة الجوية العراقية بطائراتها، وشنت 104 طلعة جوية لدعم قوات الأمن العراقية والقوة البرية العراقية في البصرة ما بين 25 مارس و1 أبريل. في عام 2009 انتهى تدريب أول عدد من الضباط العراقيين في سلاح الجو الملكي في كلية كرانويل لتصبح أولى خطوات تطوير القوة الجوية العراقية الجديدة.

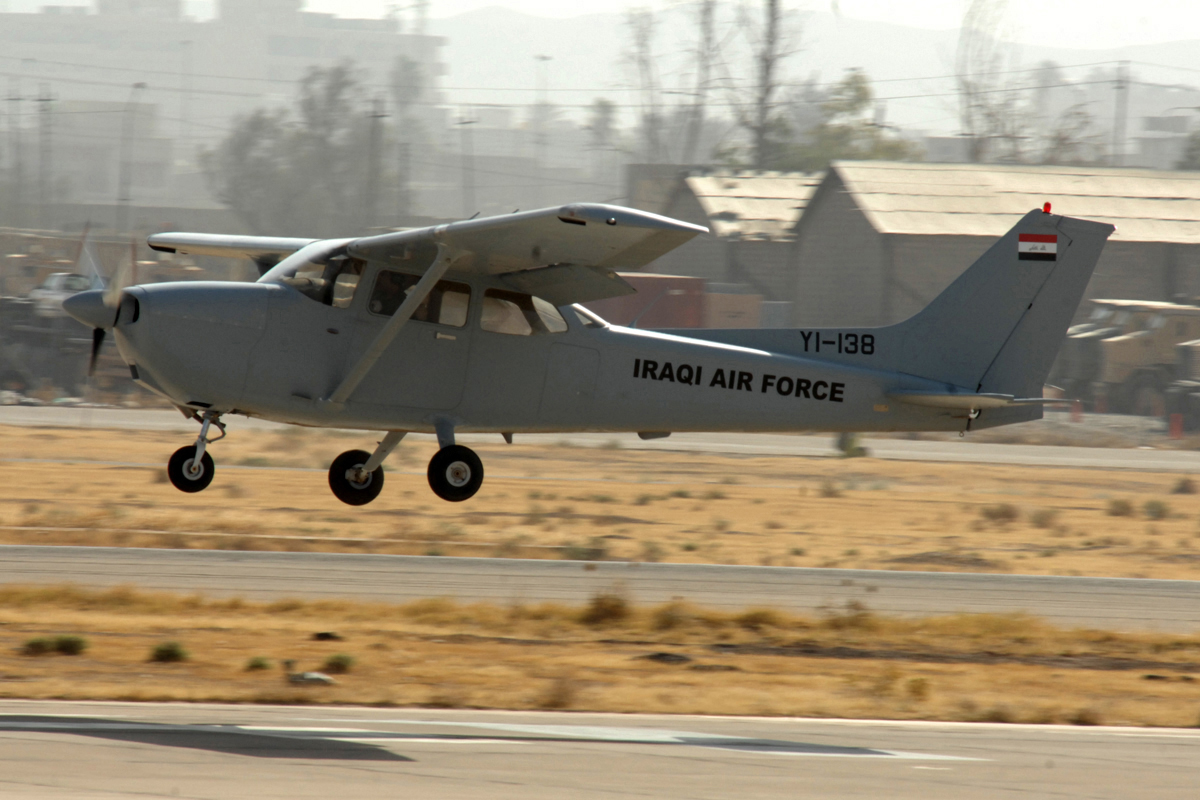
طائرة تابعة لسلاح الجو العراقي من طراز سيسنا 172 في قاعدة كركوك الجوية.

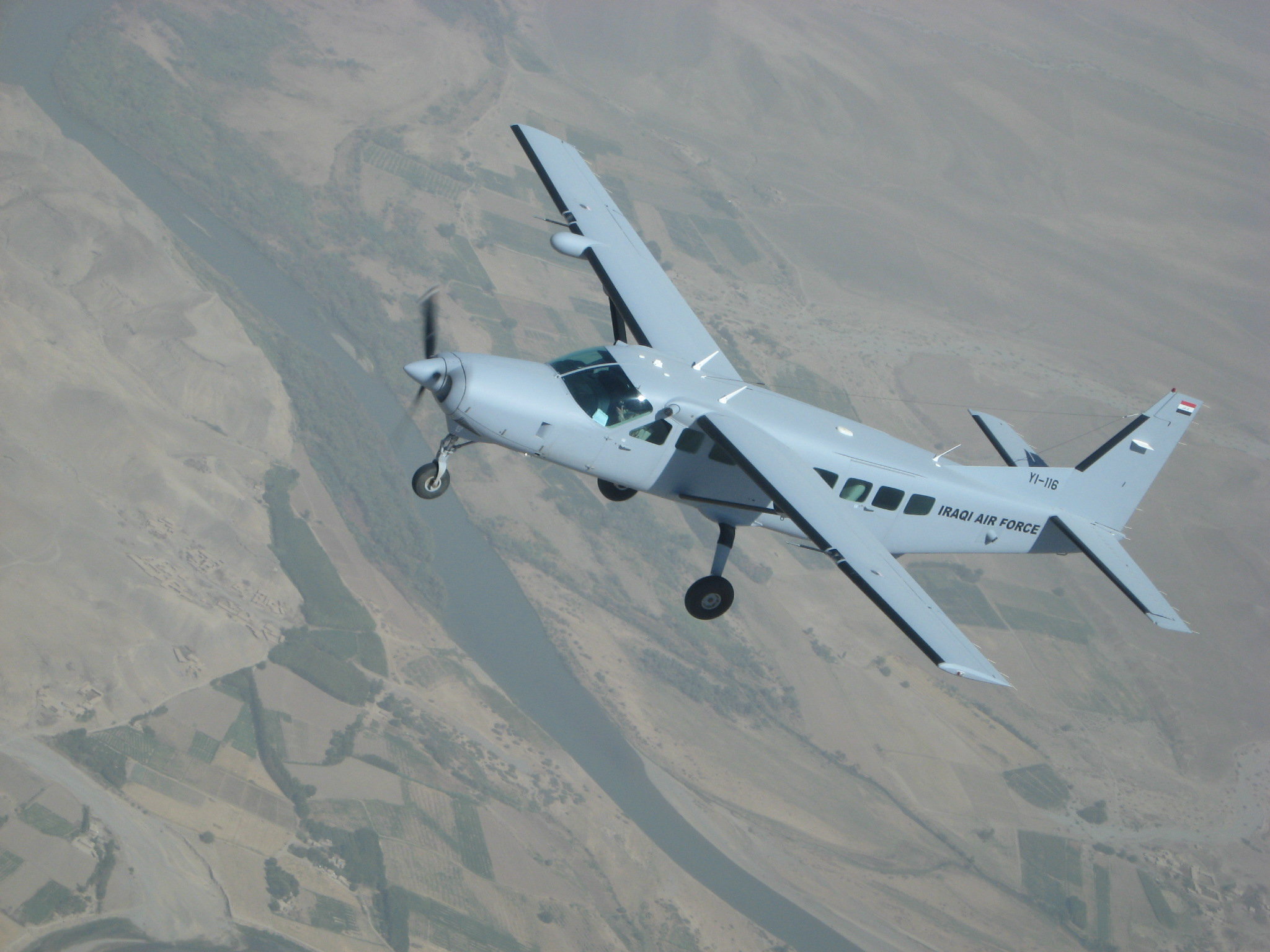
طائرة سيزنا كارفان 2008 عراقية في طلعة تدريبية.

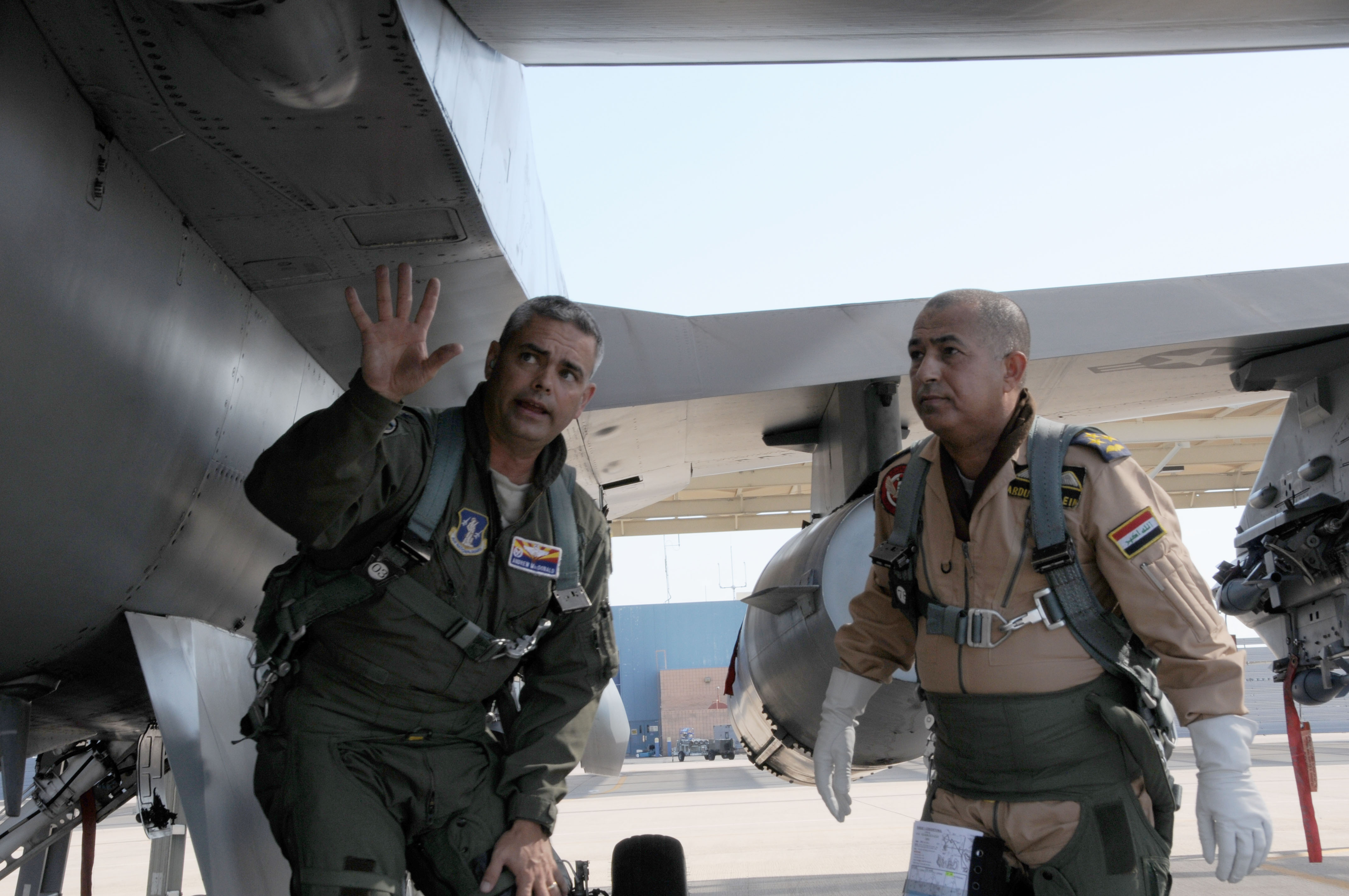
العقيد أندرو ماكدونالد مع الجنرال عبد الحسين على طائرة إف-16D فالكو قبل رحلة التوجه إلى مطار توسان الدولي، 30 أغسطس 2012.

في ديسمبر 2007 أعلن عن التوصل لصفقة بين الحكومة العراقية وصربيا لشراء أسلحة ومعدات عسكرية بما في ذلك طائرة لاستا 95 للتدريب أساسي. وقد تردد أن العراق قد يشتري 50 طائرة هليكوبتر هجومية من طراز إيروسباسيال غازيل من فرنسا. وفي يوليو 2008 كان العراق قد طلب رسمياً 24 مروحية هجومية واستطلاع خفيفة. وتنفيذاً لعقود الحكومة الأميركية بشأن إعادة بناء سلاح الجو العراقي، تم تعديل ثلاث طائرات استطلاع، وخمس طائرات تدريب، وثلاث طائرات AC-208B لتشمل نظام استهداف كهروبصري مدمج مع جهاز تعيين ليزري وصواريخ هلفاير موجهة بالليزر ووصلة بيانات جو-أرض و-جو-جو ومعدات حماية ذاتية للطائرة. فيما أعلنت الحكومة العراقية عن خطتها لزيادة أسطول القوة الجوية العراقية إلى إجمالي 516 طائرة بحلول عام 2015، وشراء 550 طائرة بحلول عام 2018، وتضمنت الأنواع المخطط شراؤها إي سي 635 وبيل ايه آر اتش-70 أراباهو وتي-6 تكسان.
وخلال صيف عام 2008 أعلن أن الحكومة العراقية ترغب في شراء ست طائرات نقل C-130J بقيمة تصل إلى 1.5 مليار دولار، وتم تسليم الطائرات فيما بعد. بالإضافة إلى ثلاث طائرات أخرى من طراز H-أي ليصل المجموع إلى 9 طائرات.)
وكان من المقرر شراء 28 طائرة تدريب آيرو إل-159 ألكا تشيكية الصنع بقيمة مليار دولار، مكونة من أربعة وعشرون طائرة جديدة و4 طائرات أخرى من أسطول الجيش التشيكي، إلا أن الصفقة فشلت لاحقاً، وأعيد ترتيبها من جديد لتوريد 15 طائرة بملغ 30 مليون دولار أمريكي،  وكان من المقرر إيقاف هذا العقد في عام 2013 لشراء طائرات تي-50 العقاب الذهبي الأسرع من الصوت بعدد 24 لكن في عام 2015 تم التراجع عن العقد الجديد مع إبقاء العقد السابق سارياً، وتم تسليم عدد من طائرات L-159 التشيكية بعد إنهاء تدريب الطيارين العراقيين عليها.

### عقد 2010
خلال عامي 2010 و2011 أعلنت الحكومة العراقية نواياها لشراء داسو ميراج 2000 ومقاتلة إف-16 بلوك-52. ورصد مجلس الوزراء العراقي مبلغ 900 مليون دولار كدفعة أولى بقيمة 3 مليارات دولار لشراء الطائرات والمعدات وقطع الغيار والتدريب.
في عام 2010، أعلن العراق عزمه شراء 18 مقاتلة إف-16 مع أسلحتها، وفي وقت لاحق أعلن رئيس الوزراء العراقي نوري المالكي عزم بلاده إبرام عقد لشراء 36 طائرة مقاتلة إف-16، وقال في مؤتمر عقده في 30 يوليو أنه سيضاعف العدد إلى 36 طائرة بدلاً من 18 طائرة، وكانت الحكومة العراقية فد أعلنت في فبراير 2011 تأجيل عقد شراء 18 طائرة مقاتلة من هذا الطراز، وتدوير المبلغ المخصص لشرائها وهو 900 مليون دولار لدعم مفردات البطاقة التموينية. ومع ذلك في 12 يوليو 2011 جددت الحكومة العراقية اهتمامها بعقد إف-16 بسبب انسحاب القوات الأمريكية من العراق. وفي عام 2012 بدأ وزير الدفاع العراقي سعدون الدليمي مفاوضات لشراء طائرات إف-16 من طراز بلوك 60. كبديل عن 18 طائرة من طراز بلوك 52، إلا أن الصفقة لم تتم.
باشر الطيارون العراقيون تدريبهم على طائرات إف-16 الأمريكية في عام 2010، وفي عام 2011 أعرب اللواء أنور محمد أمين قائد القوة الجوية العراقية أن تدريب الطيارين سيتم في الولايات المتحدة الأمريكية وقد يتم تدريب الكوادر الفنية في الإمارات العربية المتحدة. وقد تقرر أن يتم تدريب الطيارين في ولاية أريزونا في مدينة توسان بدلاً من قاعدة بلد الجوية. بدأت أول طائرة إف-16 منضمة إلى الأسطول العراقي رحلتها في مايو 2014. وتم تسليمها رسمياً إلى القوة الجوية العراقية في حفل أقيم في فورت ورث، تكساس يوم 5 يونيو 2014. في أكتوبر 2012 ظهرت أنباء عن توقيع العراق عقد مع روسيا بقيمة 4.2 مليار دولار لشراء أسلحة بما في ذلك قرابة 30 طائرة هلي كوبتر من طراز ميل مي-28. وأكد الأتفاق يوم 9 أكتوبر. وألغي جزء من الصفقة لاحقاً بسبب تنديد البرلمان العراقي بشبهة فساد بالصفقة، لكن وزير الدفاع العراقي صرح أن «الصفقة ستمضي قدماً». وتم توقيع العقد فعلاً وتضمن مروحيات الميل مي-28NE وبدأ تسليمها في سبتمبر 2013. وتم تسليم 10 طائرة أخرى من نفس طراز في يناير 2014.
في 26 يونيو 2014، أعلن رئيس الوزراء العراقي السابق نوري المالكي بأن «يجب أن نسعى إلى شراء طائرات مقاتلة من بلدان أخرى مثل بريطانيا، وفرنسا، وروسيا»، ووصف صفقة الإف-16 الأمريكية بأنها «طويلة النفس» و«مخادعة». واتجهت القوة الجوية العراقية بجانب الطائرات الأمريكية إلى شراء طائرات من روسيا وروسيا البيضاء لمحاربة تنظيم داعش في شمال العراق. فيما أعلنت وزارة الدفاع العراقية عن شراء 5 طائرات روسية مستعملة طراز سوخوي سو-25. ودفعة أخرى ثلاث طائرات من روسيا وبيلاروسيا، واستدعت لذلك الحكومة العراقية ضباط سابقين في الجيش العراقي السابق لقيادة الطائرات لخبرتهم الطويلة في قيادة الطائرات الروسية، سلمت أيضاً القوات الجوية الإيرانية سبعة طائرات من طراز سوخوي سو-25S في 1 يوليو (تحطمت إحداها أثناء الهبوط وأخرى تعطل محركها ليتبقى خمسة) وهذه الطائرات هي الطائرات العراقية التي لجئت إلى إيران خلال حرب الخليج الثانية.

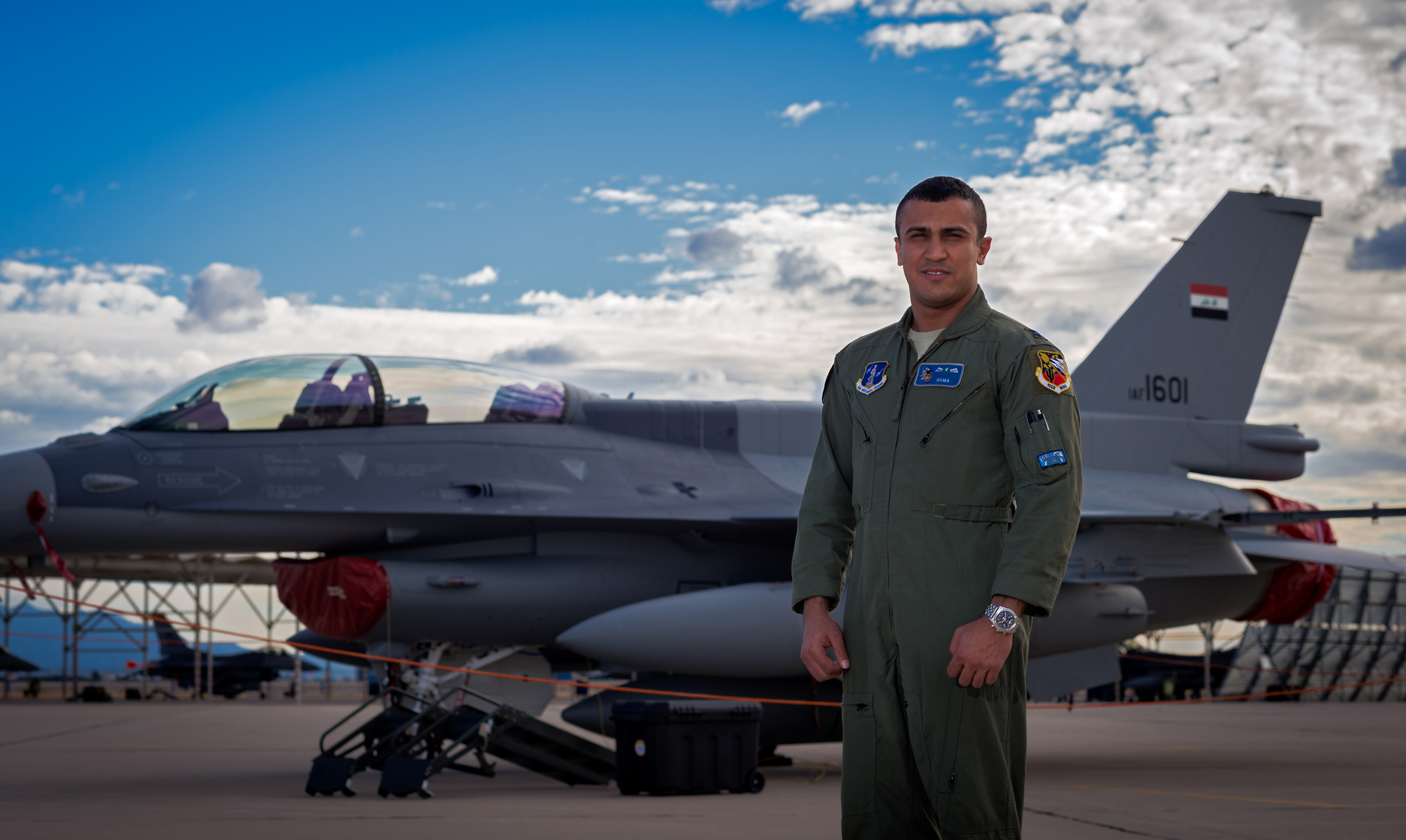
أحد الضباط العراقيين أثناء القيام بطلعات جوية باستخدام الإف-16 لقصف أهداف لتنظيف داعش الإرهابي.

في 13 يوليو 2015، تسلمت القوة الجوية أول دفعة من مقاتلة الإف-16. ومن المتوقع أن يتم في عام 2017 تسليم طائرات تي-50 العقاب الذهبي بعدد 24 طائرة لتعزيز القدرات الدفاعية. في 5 نوفمبر 2015 استلم العراق اثنان من طائرات آيرو إل-159 ألكا التشيكية وهي طائرة تدريب ومقاتلة خفيفة. وكانت المملكة المتحدة قد حظرت بيع طائرات آيرو إل-159 ألكا للعراق منذ ما يقارب ثلاث سنوات لأنها تحتوي على رادار للاستقبال البريطاني ومع ذلك وافق رئيس الوزراء ديفيد كاميرون على إلغاء الحظر في فبراير 2016 وبيع الطائرات للعراق.
في ديسمبر 2014، وخلال اجتماع بين قادة العراق والإمارات العربية المتحدة عرضت دولة الإمارات العربية 10 طائرات من طراز ميراج 2000 على القوة الجوية العراقية.

### ضربات القوة الجوية ضد الإرهاب
ساعدت الصفقات التي أبرمها العراق مع الجانب الأمريكي والروسي خاصة طائرات الإف-16 وإل-159 وسوخوي سو-25 على مكافحة الإرهاب ومساندة القوات العراقية على الأرض وتقديم الدعم لهم وتدمير مقرات وورش تفخيخ داعش، وقتل العديد من قياديي التنظيم التي لعبت دوراً مهماً في العمليات الإرهابية.

#### خسائر الطائرات التي دُمرت أثناء قتال داعش
| الطائرات            | المنشأ           | سَقطت، دُمرت |
| ------------------- | ---------------- | ---------- |
| بيل 407             | الولايات المتحدة | 1          |
| سيسنا 208 كارافان   | الولايات المتحدة | 1          |
| ميل مي-17           | الاتحاد السوفيتي | 1          |
| ميل مي-28           | الاتحاد السوفيتي | 1          |
| مي 35 إم            | روسيا            | 1          |
| مجموع أرقام الخسائر |                  | 5          |

## قيادات القوة الجوية العراقية
فيما يلي قائمة بقادة القوات الجوية العراقية ومدة خدمتهم:

### قيادات القوة الجوية الملكية العراقية 1932-1958 (الملكية)
- ملازم أول/ محمد علي جواد 1931-1932 (للمرة الأولى)[95]
- مقدم ركن/ إبراهيم حمدي الراوي 1932-1933
- العميد/ إسماعيل نامق 1933-1936
- عميد/ خالد الزهاوي 1936- 1936 (من حزيران إلى تشرين الأول)
- عقيد طيار/ محمد علي جواد 1936- 1937
- عقيد ركن شاكر الوادي 1937- 1937 (من 12 آب إلى 14 آب)
- مقدم- عقيد ركن/ صلاح الدين الصباغ 1937-1937 (من آب إلى تشرين الأول)
- عقيد طيار/ أكرم مشتاق 1937-1938
- مقدم طيار/ محمود سلمان 1941-1954[' 68]
- لواء طيار/ سامي فتاح 1955-1959[' 69][96]
- لواء طيار ركن/ منير عباس حلمي 1954-1954 (من 3 أيار إلى تشرين الثاني)
- عقيد-عميد طيار/ عبد الكاظم عبادي 1954-1958

### قيادات القوة الجوية العراقية 1958-1968 (العهد الجمهوري)
- عميد طيار/ جلال الأوقاتي 1958-1963
- عقيد طيار ركن/عارف عبد الرزاق 1963-1963 (من شباط إلى آذار)
- فريق طيار/ حردان التكريتي 1963-1963[' 70] (من آذار إلى كانون الأول)
- عميد طيار/ عارف عبد الرزاق 1963-1965
- لواء مهندس/ منير حلمي 1965-1966
- عميد- لواء طيار ركن/ جسام محمد الساهر 1966-1968

### قيادات القوة الجوية العراقية 1968-2003 (حكم البعث)
- فريق طيار الركن/ حردان عبد الغفار التكريتي 1968-1969
- فريق طيار/ محمد جسام الجبوري
- فريق أول طيار/ حميد شعبان 1968-1985
- لواء طيار/ مزاحم صعب حسن التكريتي 1985-1994[' 71]
- لواء طيار/ خلدون خطاب التكريتي 1995-2000[97][98]
- فريق طيار/ حامد رجا شلاح 1994-2003[' 72]

### قيادات القوة الجوية العراقية 2003-الآن (الحكومة العراقية الجديدة)
- الفريق الطيار/ كمال البزرنجي 2003-2008
- الفريق الركن الطيار/ أنور حمه أمين 2008-2019
- اللواء الطيار/ شهاب جاهد حمة خان زنكنة 2020-حتى الآن

## الرتب
| رتب الضباط |       |           |      |      |      |      |      |      |      |          |
| اللقب | ملازم | ملازم أول | نقيب | رائد | مقدم | عقيد | عميد | لواء | فريق | فريق أول |
| ¹ لا يوجد أحد يشغل رتبة مُهيب في القوات المسلحة العراقية (بكافة فروعها) أخر شخص حصل على هذه الرتبة هو صدام حسين ¹ لا توجد رتبة للجندي في القوة الجوية العراقية. |       |           |      |      |      |      |      |      |      |          |

## الشعار
| 1963 — 1991 | 2008 - الآن |
| ----------- | ----------- |

### الزعنفة
|  | 1931 — 2004 | 2004 — 2008 | 2008 — الآن |
|  | ----------- | ----------- | ----------- |

## المنشآت العسكرية

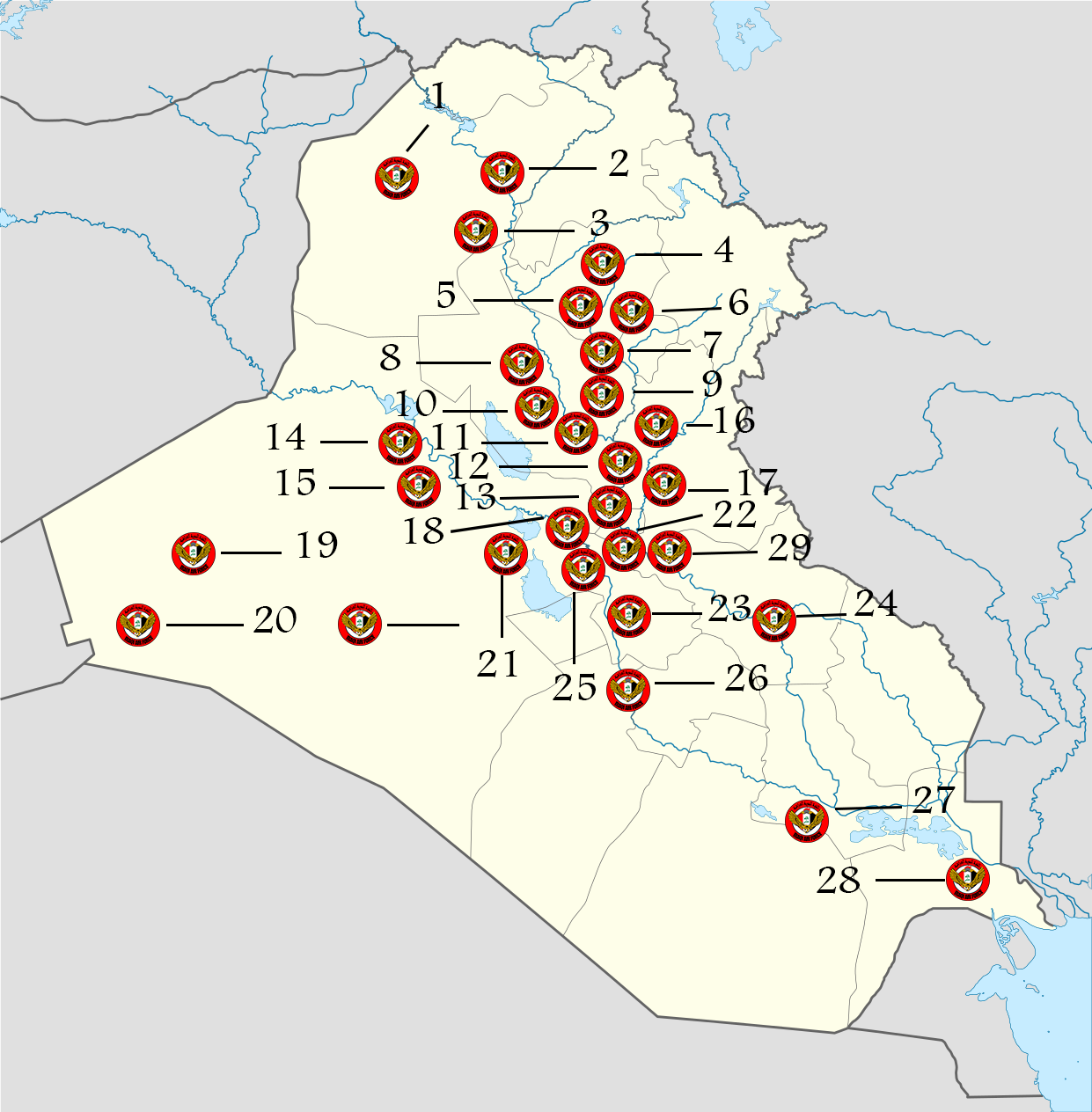
المنشآت العسكرية في العراق

تمتلك القوة الجوية قرابة 24 قاعدة جوية و30 مطار عسكري. تختلف القواعد الجوية عن المطارات العسكرية باحتوائها على مدارج متعددة وتسهيلات كثيرة وملاجئ محصنة وقيادة عمليات وعدة أنواع من الطائرات الحربية ضمن عدة أسراب وتشكيلات وقياداتها ومقراتها، كما تحتوي على منشآت التصليح والإدامة وعادة تضم مجمع سكني للمنتسبين مزود بمختلف الخدمات.

### القواعد الجوية
| - قاعدة فرناس الجوية - قاعدة غرب القيارة - قاعدة الحرية الجوية - قاعدة السهرة الجوية - قاعدة عين الأسد الجوية - قاعدة بلد الجوية - قاعدة التاجي - قاعدة سعد الجوية - قاعدة القيارة الجوية - قاعدة الوليد الجوية | - قاعدة التقدم الجوية - قاعدة سبايكر الجوية - مطار الحبانية العسكري - قاعدة الشهيد محمد علاء الجوية (داخل مطار بغداد الدولي) - قاعدة الرشيد الجوية في معسكر الرشيد - قاعدة طلحة الجوية - قاعدة الصويرة الجوية - قاعدة أبو عبيدة الجراح - قاعدة الإمام علي الجوية - قاعدة الشعيبة الجوية |

### المطارات العسكرية
| - مطار تلعفر العسكري - مطار كيه 1 - مطار الفتحة العسكري - مطار كيه 2 - مطار شرق تكريت العسكري - مطار غرب تكريت العسكري - مطار السلوم العسكري - مطار بعقوبة العسكري - مطار خان بني سعد - مطار شرق سامراء - مطار التاجي - مطار جيه 1 - مطار الوليد العسكري - مطار المثنى العسكري | - مطار الحبانية العسكري - مطار الرشيد العسكري - مطار كربلاء العسكري - مطار وادي الخر العسكري - مطار النخيب العسكري - مطار النعمانية العسكري - مطار الكوت العسكري - مطار العمارة العسكري - مطار النجف - مطار قلعة صالح - مطار قلعة سكر - مطار الجليبة - مطار الرميلة العسكري - مطار المفراش - شقة النخيب |

## الأسطول الحالي

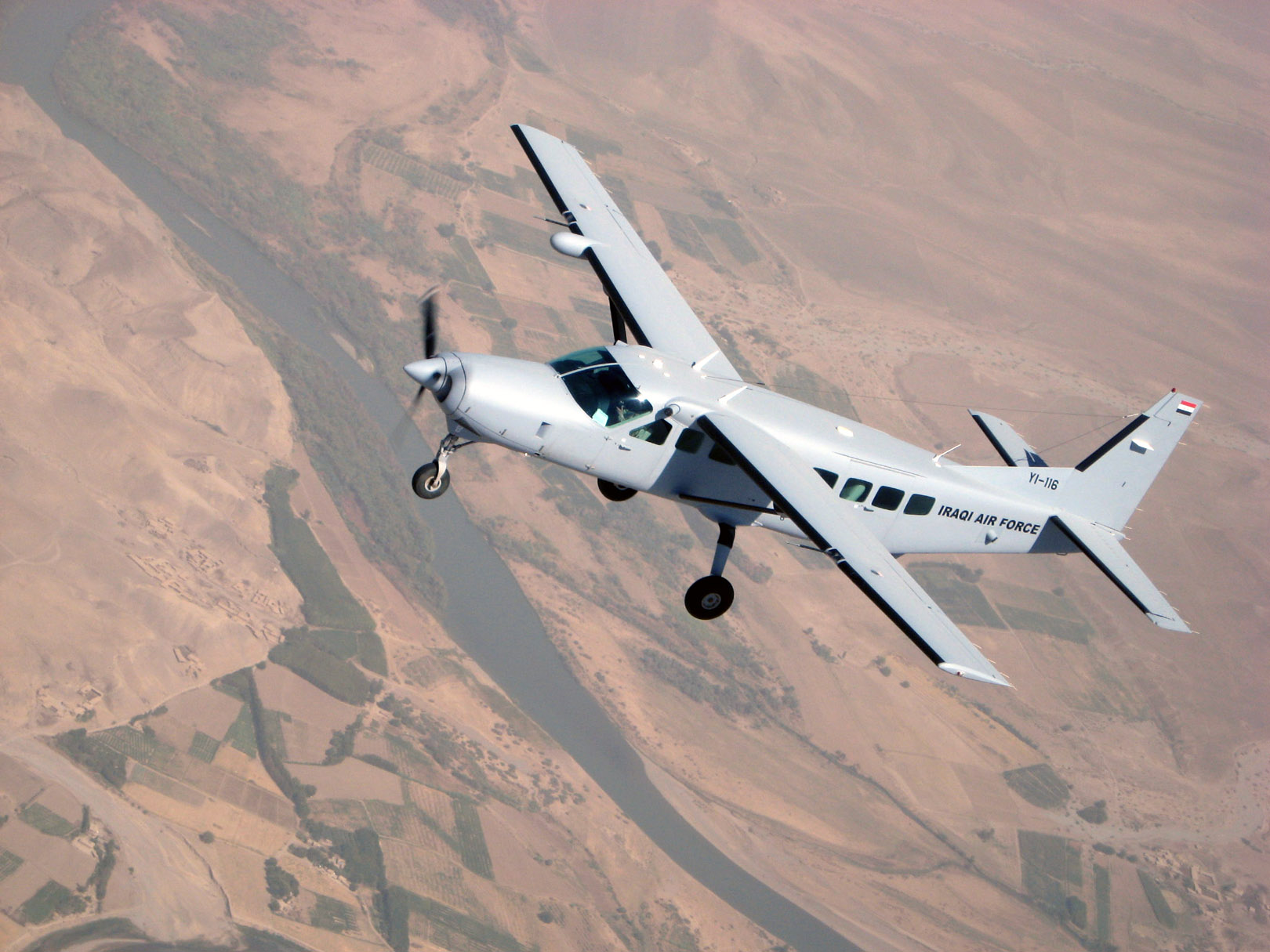
طائرة سيسنا كارفان 208 في طلعة تدريبية في كركوك

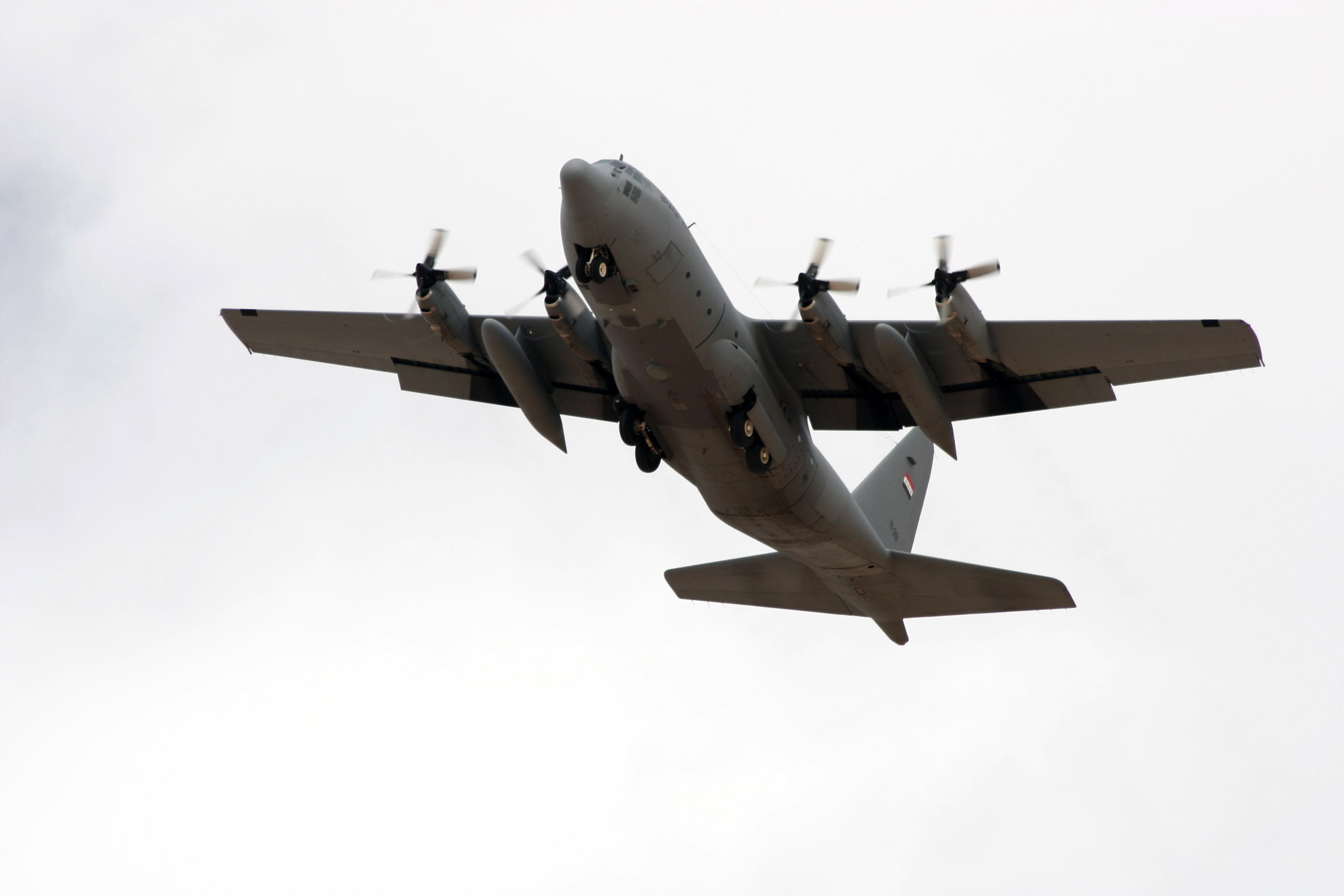
طائرة هيركوليز سي-130 عراقية

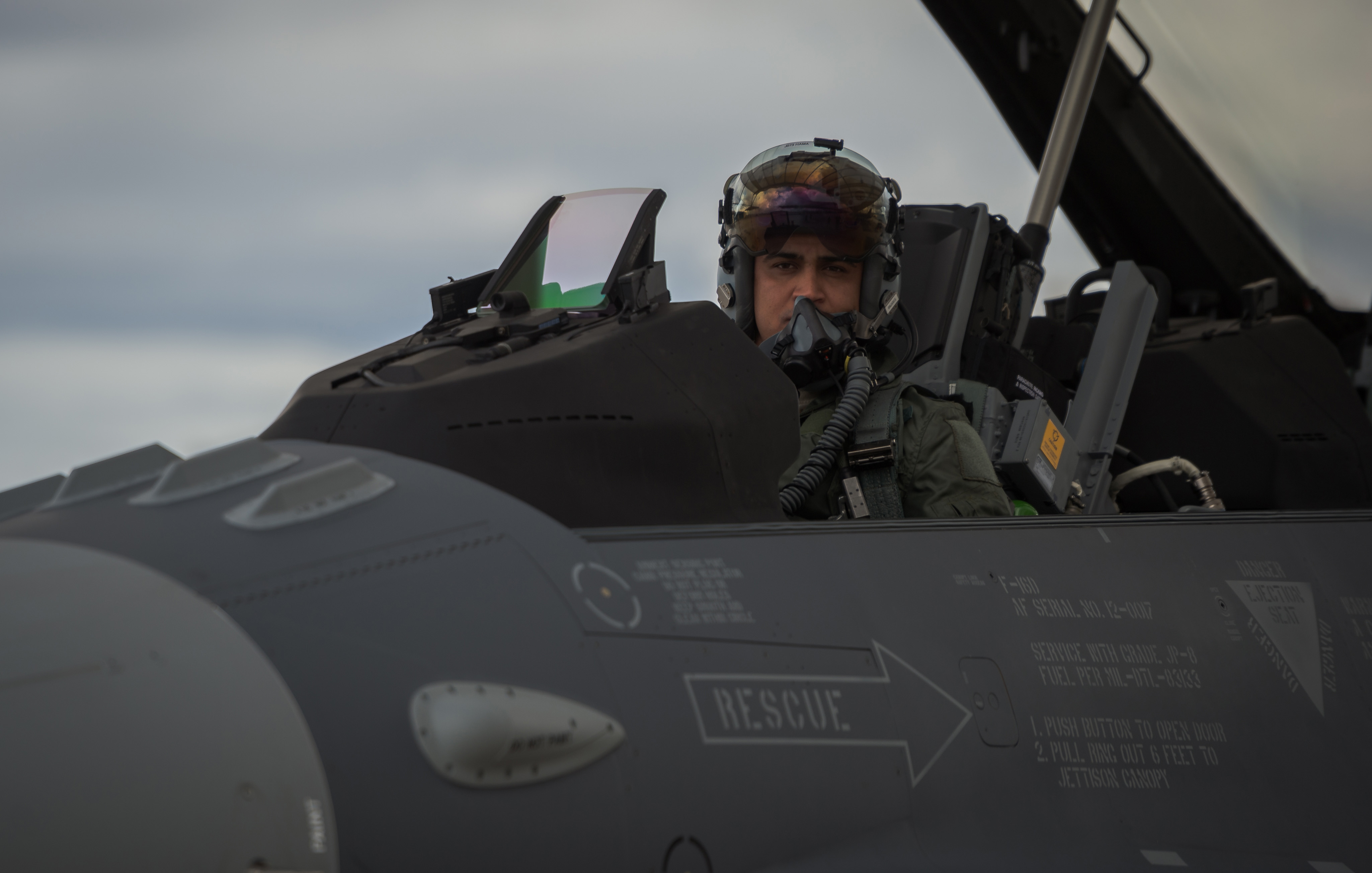
ضابط عراقي يقود طائرة إف-16

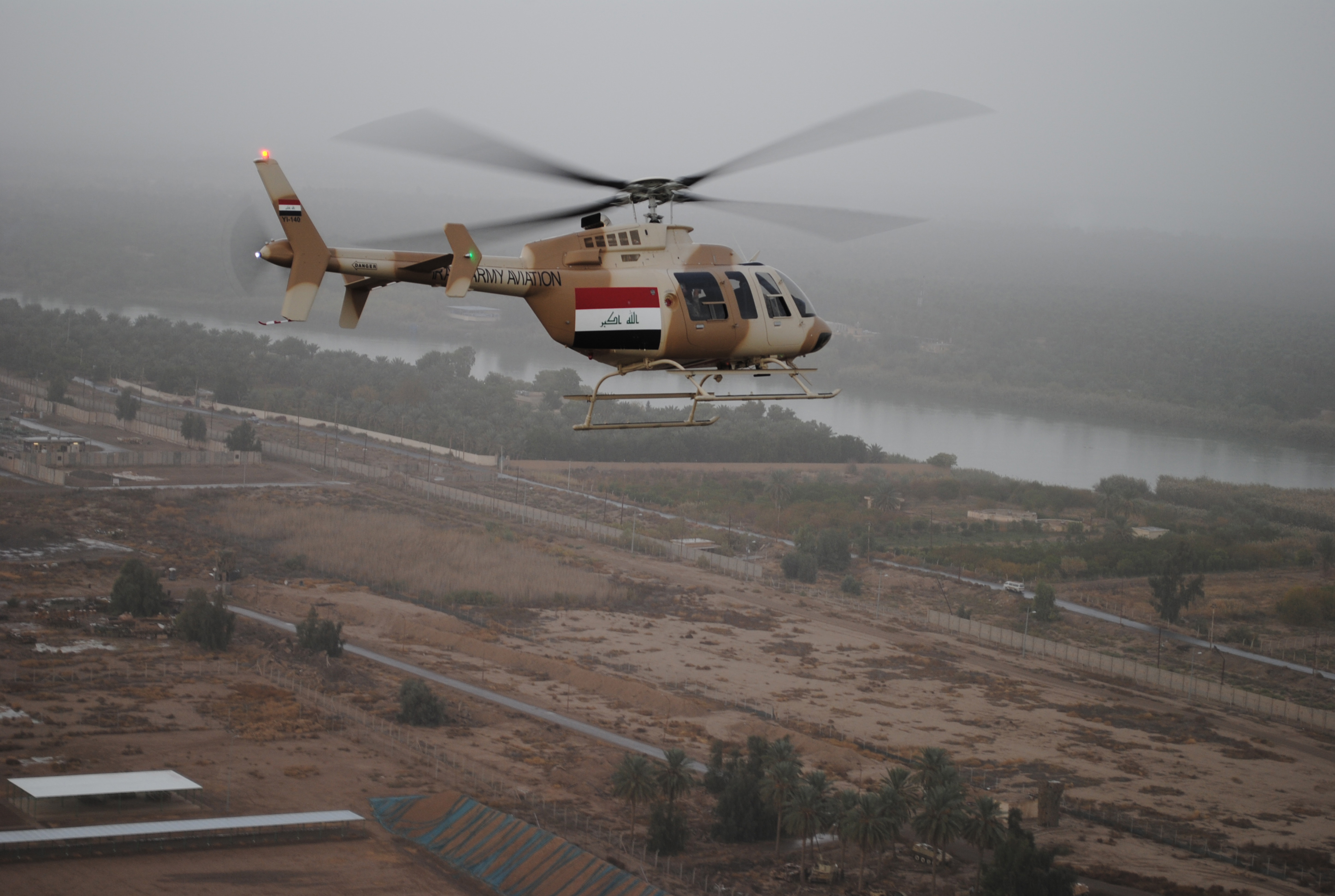
طائرة بيل 407 عراقية

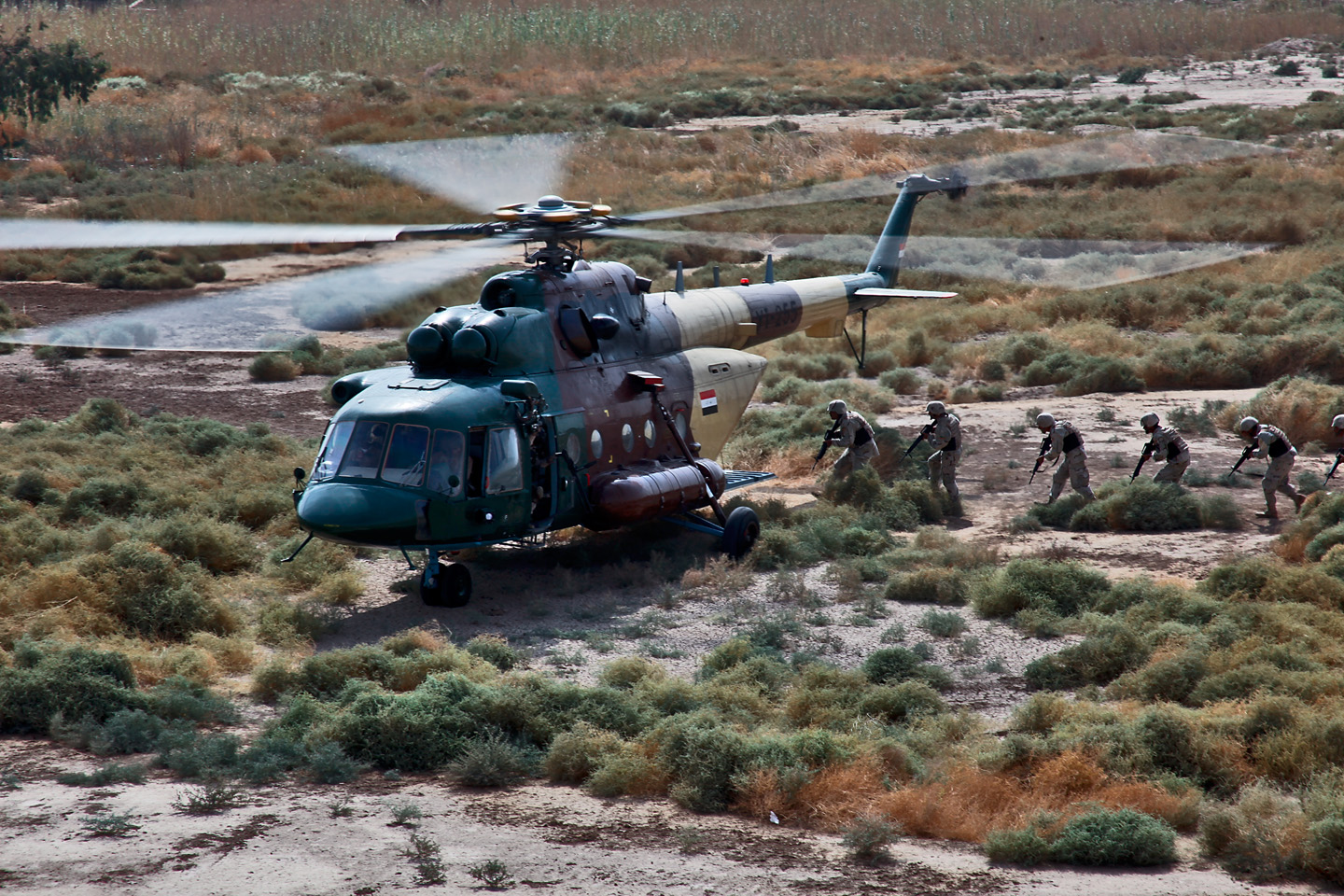
ميل مي-17 تابعة للجيش العراقي

| النوع                   | الأصل            | الفئة                     | الدور               | أدخلت              | في الخدمة          | تحت الطلب | الملاحظات             |
| ----------------------- | ---------------- | ------------------------- | ------------------- | ------------------ | ------------------ | --------- | --------------------- |
| تي-50 العقاب الذهبي     | كوريا الجنوبية   | طائرة تدريب وهجومية خفيفة | هجومية خفيفة متعددة |                    | 22                 | 24        | [ 116 ] [ 117 ]       |
| بيل 206                 | الولايات المتحدة | طائرة عامودية             | متعددة المهام       |                    | 10-12              |           | [ group= 1 ] [ ' 74 ] |
| بيل 407                 | الولايات المتحدة | طائرة عامودية             | متعددة المهام       |                    | 26                 |           | [ ' 3 ]               |
| أو إتش-58 كيوا          | الولايات المتحدة | طائرة عامودية             | تدريب               |                    | 1                  |           | [ ' 3 ]               |
| إي سي 635               | فرنسا            | طائرة عامودية             | هجومية خفيفة        |                    | 25                 |           | [ ' 3 ]               |
| يو إتش-1 إركويس         | الولايات المتحدة | طائرة عامودية             | متعددة المهام       |                    | 15                 |           | [ ' 3 ]               |
| مي-28/مي-35             | روسيا            | طائرة عامودية             | مروحية هجومية       |                    | 28-15 المجموع (50) | غير معلوم | [ ' 75 ] [ ' 3 ]      |
| مي-8/مي-17              | الاتحاد السوفيتي | طائرة عامودية             | طائرة نقل عسكرية    |                    | 40                 |           | [ ' 3 ]               |
| إف-16                   | الولايات المتحدة | طائرة نفاثة               | متعددة المهام       |                    | 24                 | 34        | [ 118 ] [ 119 ]       |
| إل-159                  | جمهورية التشيك   | طائرة نفاثة               | تدريب وهجوم خفيف    |                    | 8                  | 10+7      |                       |
| سو-25                   | الاتحاد السوفيتي | طائرة أفقية               | قاذفة قنابل         |                    | 21                 |           | [ 120 ]               |
| بيتشكرافت سوبر كينغ إير | الولايات المتحدة | طائرة أفقية               | طائرة ركاب          |                    | 1                  |           | [ ' 3 ]               |
| أنتونوف أن-32           | أوكرانيا         | طائرة أفقية               | نقل عسكري           |                    | 6                  |           | [ ' 3 ]               |
| سي-130                  | الولايات المتحدة | طائرة أفقية               | شحن عسكري           |                    | 9                  |           | [ ' 3 ]               |
| سيبرد سيكر              | الأردن           | طائرة أفقية               | أستطلاع             |                    | 2                  |           | [ ' 3 ]               |
| سيسنا 208               | الولايات المتحدة | طائرة أفقية               | نقل خفيف            | هجومية بعد تحويرها | 13                 | 2         | [ 122 ] [ 123 ]       |
| سوبر مشاق               | باكستان          | طائرة أفقية               | طائرة تدريب         |                    |                    | 20        | [ 124 ]               |
| تي-6                    | الولايات المتحدة | طائرة أفقية               | طائرة تدريب         |                    | 15                 | 24        | [ 125 ] [ 126 ]       |

### أنظمة دفاع جوي محمولة كتفاً
| النوع    | الأصل            | الفئة                         | الدور             | أدخلت     | في الخدمة | الملاحظات |
| -------- | ---------------- | ----------------------------- | ----------------- | --------- | --------- | --------- |
| إيغلا أس | الاتحاد السوفيتي | نظام دفاع جوي محمول على الكتف | حماية سماء العراق | غير معلوم | 2014      | [ 127 ]   |

### الطائرات الرئاسية والحكومية
بالإضافة إلى طائرات سلاح الجو، تخضع عدد من الطائرات مباشرة لسيطرة الحكومة مثل الأسطول الرئاسي والحكومي للخدمات اللوجستية الرئاسية، بما في ذلك:
| الطائرة                 | الأصل            | العدد     |
| طائرة                   | طائرة            | طائرة     |
| ----------------------- | ---------------- | --------- |
| بيتشكرافت سوبر كينج إير | الولايات المتحدة | غير معلوم |
| بوينغ 737               | الولايات المتحدة | غير معلوم |
| بوينغ 747-400           | الولايات المتحدة | غير معلوم |
| مي-17                   | الاتحاد السوفيتي | غير معلوم |

## أبرز الحوادث التي وقعت مؤخراً
- في 9 مايو 2013 أفاد مصدر أمني عراقي، بأن طائرة مروحية تابعة للجيش العراقي سقطت جنوب محافظة واسط، بعد ارتطامها بأحد أبراج الاتصالات، أثناء تنفيذها لعمليات الإغاثة وتوزيع الإعانات على المتضررين من الفيضانات جراء الأمطار.[128][129]
- في 12 أغسطس 2014 سقطت طائرة عسكرية جراء خلل فني أثناء تقديم معونات إنسانية للنازحين في جبل سنجار، وأدى الحادث إلى أصابة النائبة الأيزيدية في مجلس النواب العراقي فيان دخيل.[130]
- في 8 أكتوبر 2014 سقطت طائرة مروحية في قضاء بيجي شمال مدينة تكريت في محافظة صلاح الدين بسبب خلل فني، وقد أدى هذا السقوط إلى تحطم الطائرة واشتعال النيران فيها، ما أدى إلى مقتل طاقم الطائرة المؤلف من ثلاثة ملاحين.[131]
- في 4 فبراير 2015 ارتطمت مروحية عراقية بأعمدة الكهرباء أثناء محاولة الهبوط على مدرج بالقرب من قيادة عمليات سامراء، وأصيب أحد أفراد طاقمها إثر محاولة الهبوط الفاشلة في مدينة سامراء شمال البلاد، ووضح مصدر أمني عراقي أن الطائرة المحطمة كانت في مهمة استطلاع فوق مدينة سامراء.[132]
- في 27 يونيو 2015 أعلنت وزارة الدفاع العراقية العثور على جثة قائد طائرة إف-16 العميد راصد محمد صديق الذي تحطمت طائرته في اليوم السابق في ولاية أريزونا الأمريكية.[133]
- في 16 فبراير 2016 تحطمت مروحية عسكرية عراقية من نوع ميل مي-17 قرب مدينة الكوت إلى الجنوب من بغداد بسبب خلل فني، ما أدى إلى مقتل تسعة عسكريين بينهم ضابطين.[134]
- في 16 مارس 2016 أعلن مصدر عسكري عراقي سقوط طائرة استطلاع وفقدان طياريها الثلاثة أثناء مهام استطلاعية فوق قضاء الحويجة الذي يسيطر عليه تنظيم الدولة الإسلامية في منطقة كركوك بسبب خلل فني وقد تبنى تنظيم الدولة الإسلامية إسقاط الطائرة وبث صوراً وهي تحترق على الأرض فيما يحيط بها عدد من المسلحين.[135]
- في 17 أبريل 2017 تحطمت طائرة تدريب من طراز لاستا 95 وأصيب طياراها بجروح بسبب خلل فني بعد إقلاعها في 16 أبريل من قاعدة الإمام علي الجوية.[136]
- في 4 يناير 2017 أعلن الجيش العراقي تحطم مروحية عراقية قرب بلدة بيجي في محافظة صلاح الدين ومقتل جميع أفراد طاقمها المكون من أربعة أشخاص.[137]
- في 6 أبريل 2017 أعلن الجيش العراقي عن مقتل طيارين بعد أن أسقط تنظيم الدولة الإسلامية طائرتهما الهليكوبتر فوق الموصل، وتعد تلك أول طائرة يسقطها التنظيم في الموصل.[138]
- في 9 أكتوبر 2017 لقي طيار عراقي مصرعه إثر تحطم طائرة أمريكية من طراز «إف-16» أثناء مهمة تدريبية جنوب شرق ولاية أريزونا الأمريكية،[139] وأعلن وزير الدفاع العراقي فتح تحقيق حول الحادثة.[140]
- في 12 نوفمبر 2017 تحطمت مروحية عسكرية في جنوب بغداد في محافظة واسط وأسفرت عن مصرع طاقم المروحية البالغ عددهم ثلاثة أشخاص.[141][142][143]
- في 31 أكتوبر 2020 حدث خلل فني في الطائرة سيسنا كرفان 172 أثناء مهمة تدريبية، مما ادى إلى احتراقها وسقوطها في قضاء بلد في منطقة سيد محمد قرب شقق بلد السكنية غير الماهولة، وقد ادى الحادث إلى مقتل المقدم الطيار سيف عايد ومساعدة النقيب الطيار علي رسول.

## معرض صور

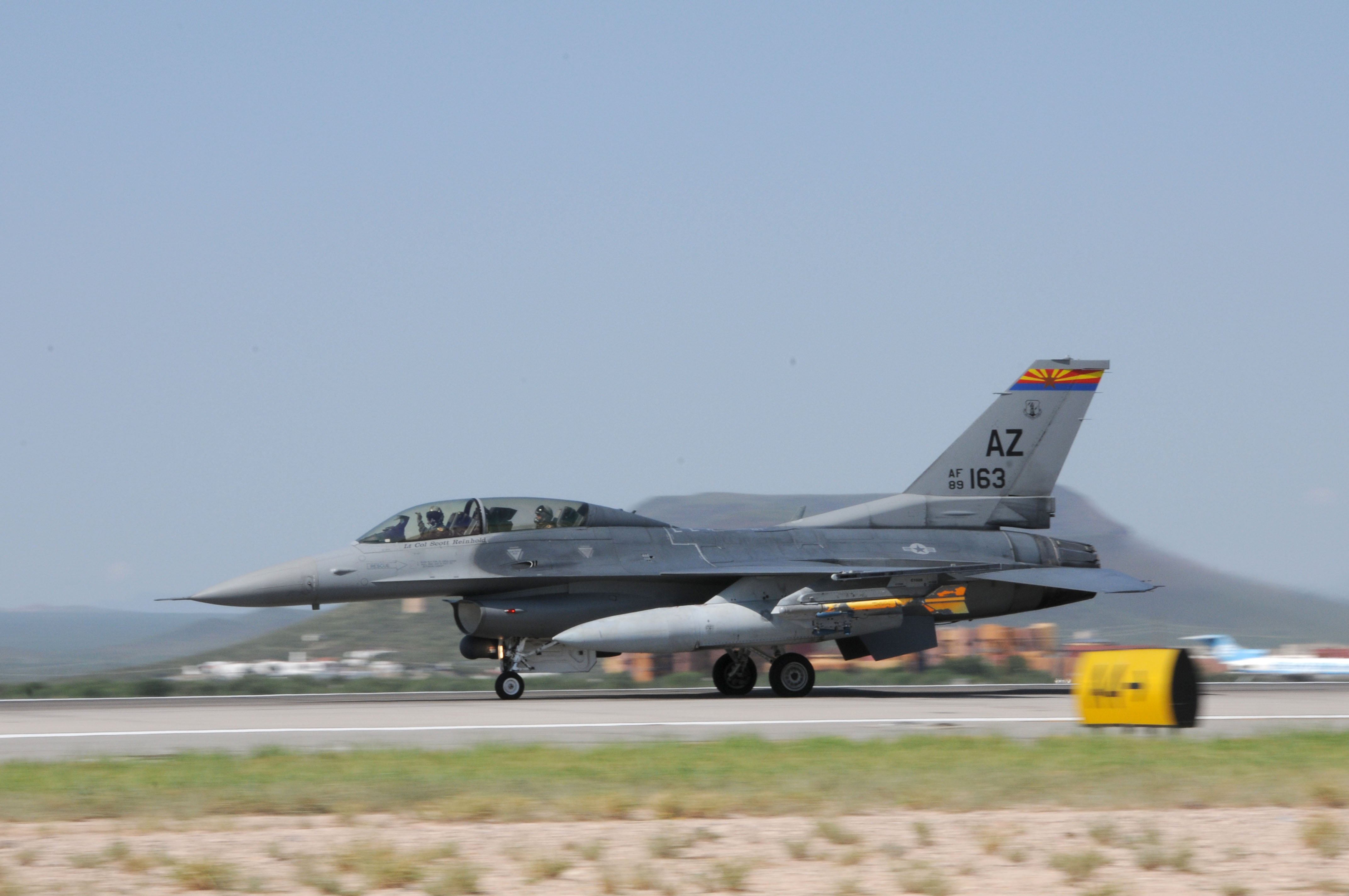
طائرة اف 16 عراقية تحت التدريب.
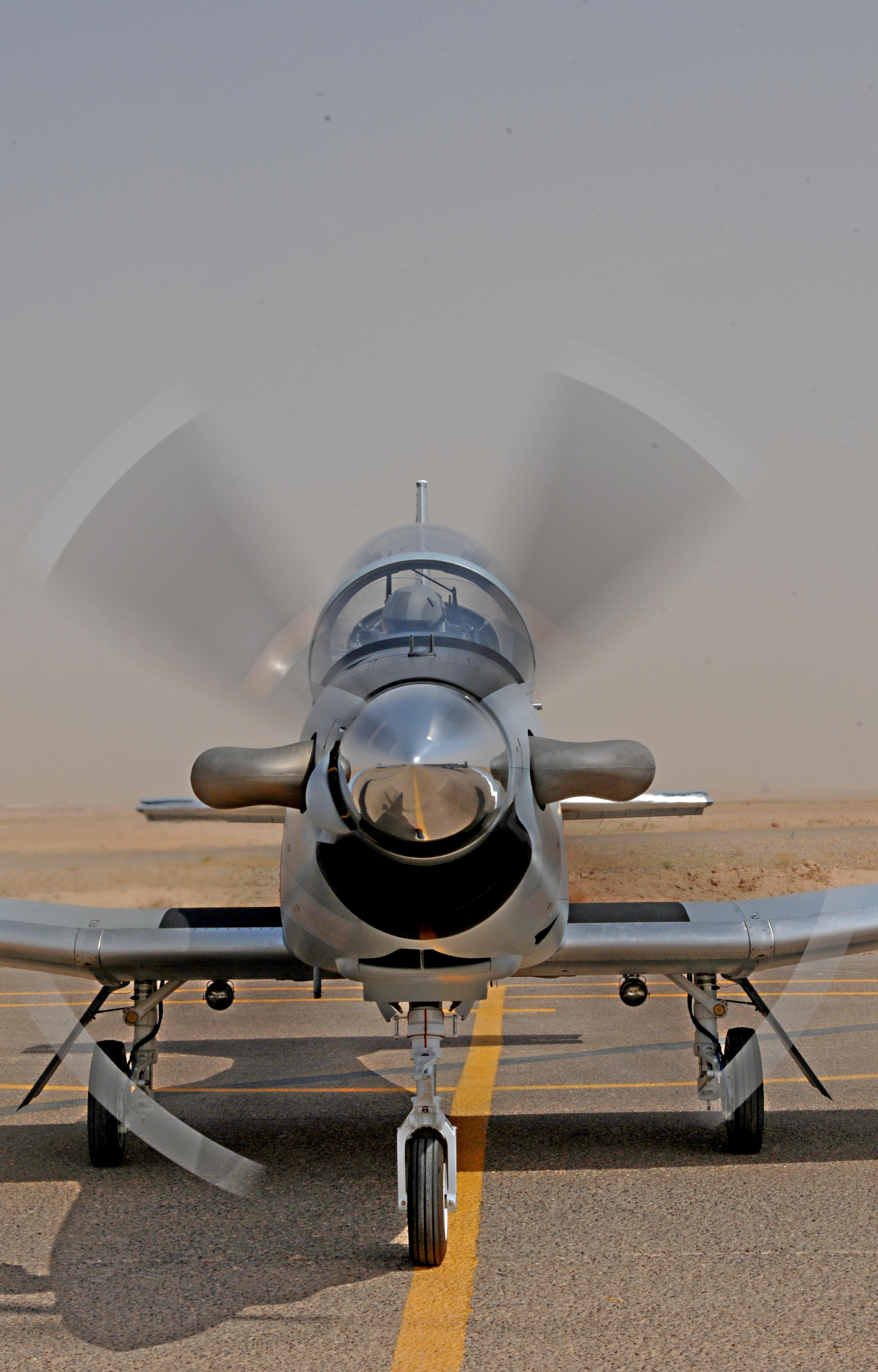
طائرة بيتشكرافت تي-6 تكسان الثانية تابعة للقوة الجوية العراقية.
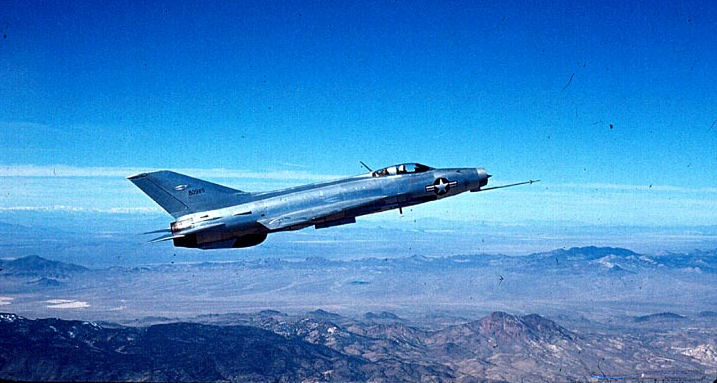
طائرة ميج-21 في طلعة جوية
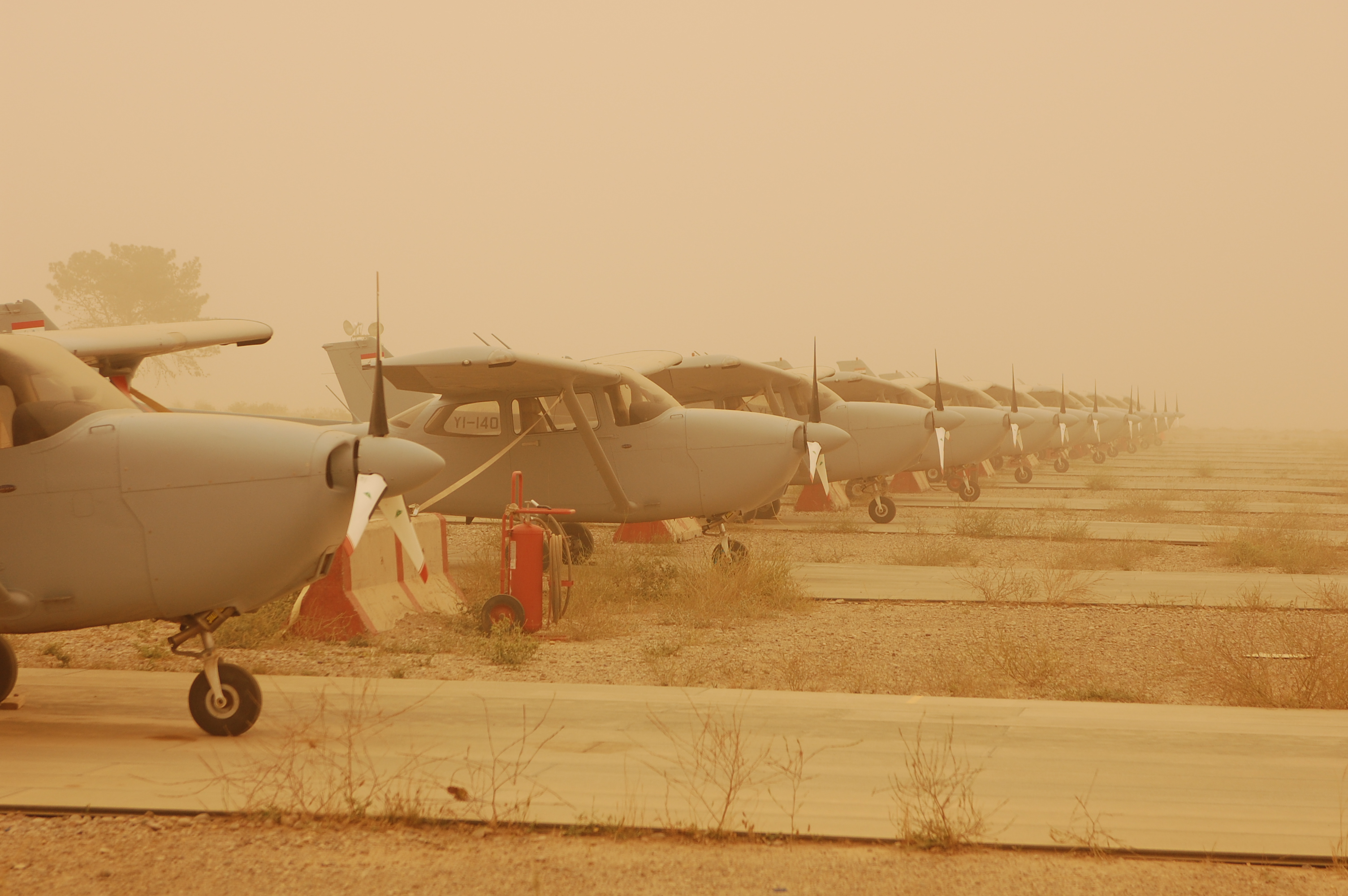
صف من طائرات سيزنا 172.
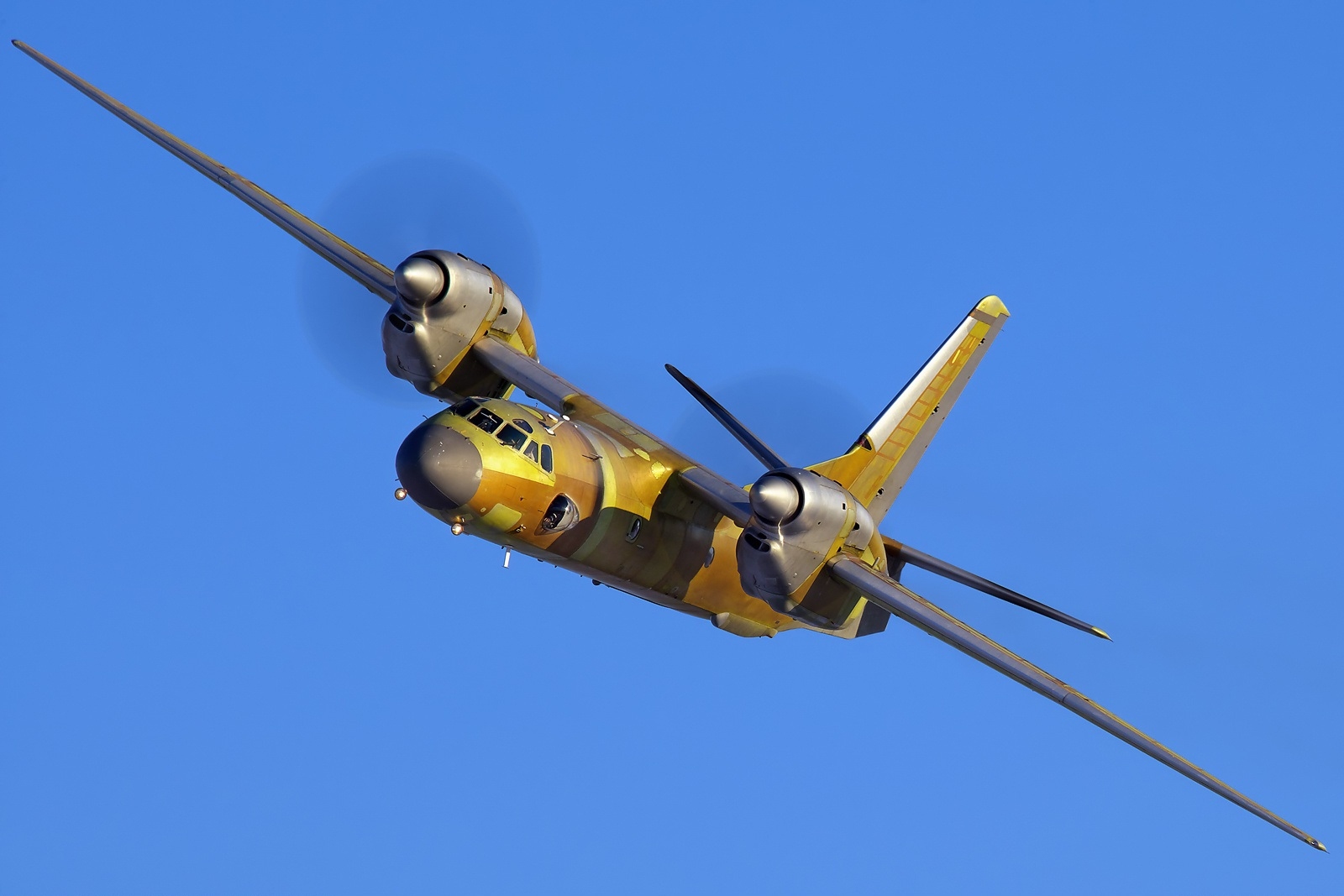
طائرة أنتونوف أن-32.
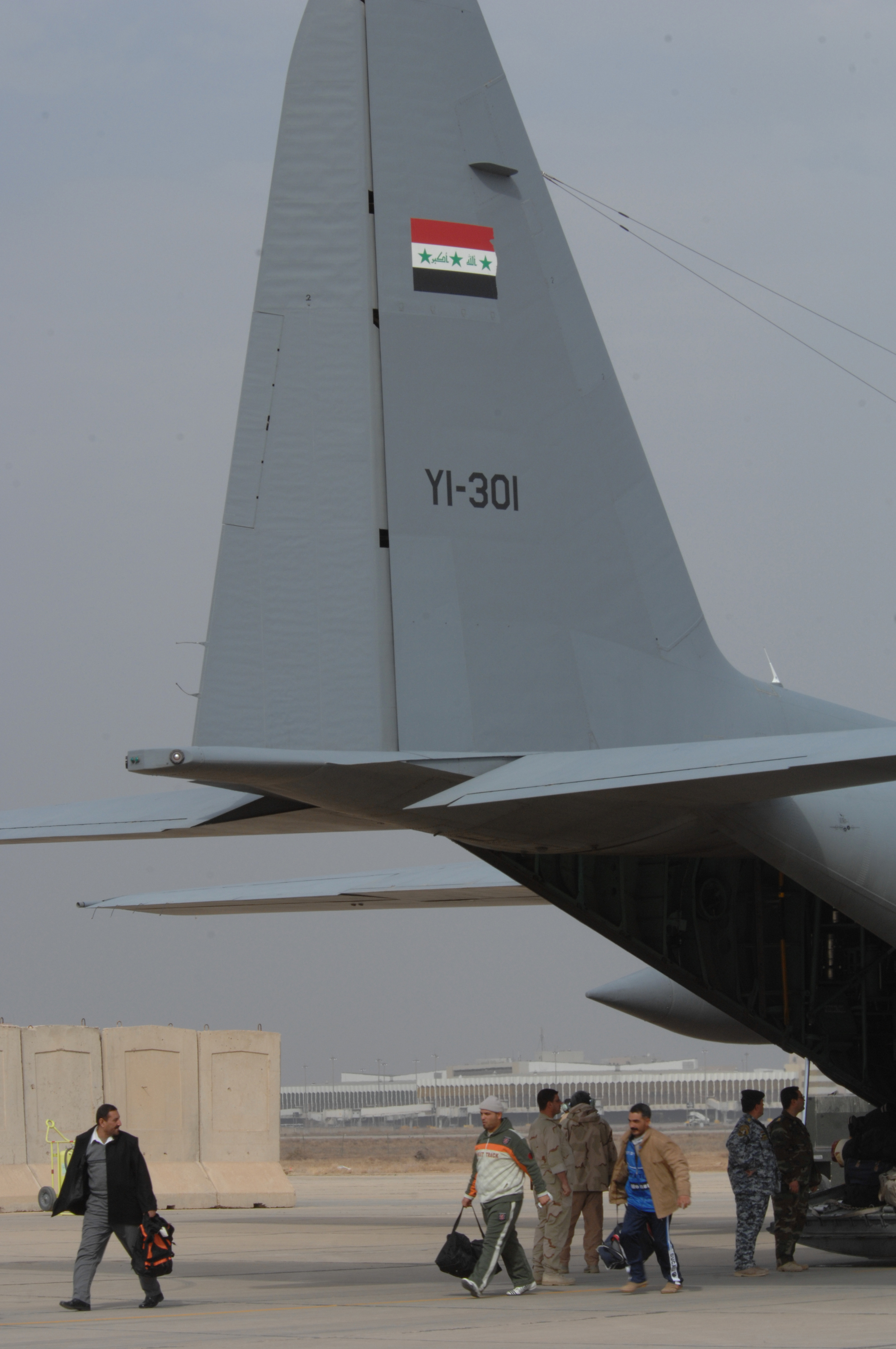
طائرة سي 130 هيركوليوز في بغداد.
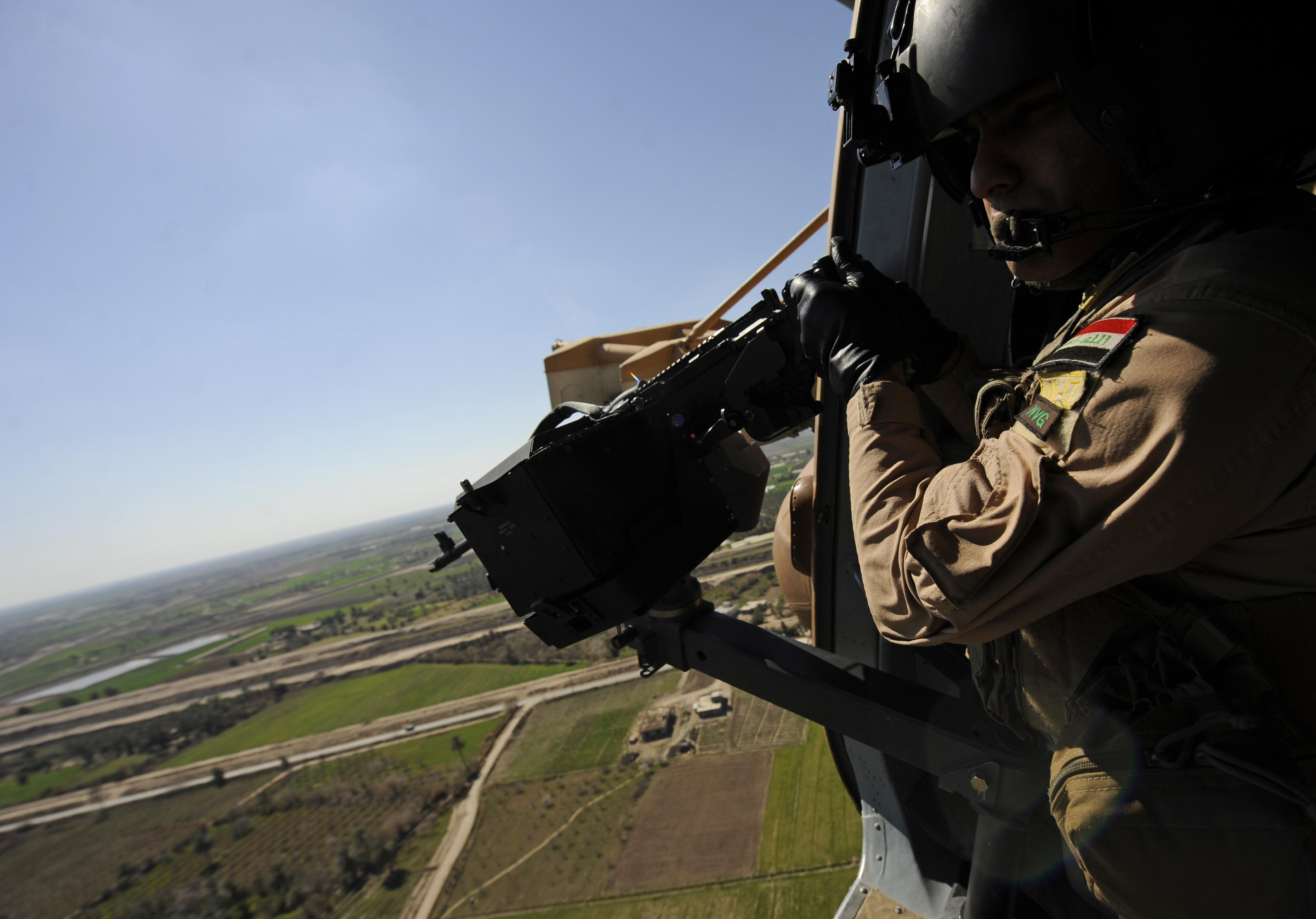
مي 17 عراقية.

## وصلات خارجية
- وزارة الدفاع العراقية
- صفحة وزارة الدفاع العراقية الرسمية على الفيس بوك
- بوابة الحكومة الإلكترونية
- موقع القائد العام للقوات المسلحة

1. ↑  {{استشهاد بويب|مسار=https://d1fmezig7cekam.cloudfront.net/VPP/Global/Flight/Airline Business/AB home/Edit/WorldAirForces2015.pdf|عنوان=WorldAirForces2015.pdf] أطلع عليه بتاريخ 27 سبتمبر، [[2016]| مسار أرشيف = http://web.archive.org/web/20190327091039/https://d1fmezig7cekam.cloudfront.net/VPP/Global/Flight/Airline Business/AB home/Edit/WorldAirForces2015.pdf | تاريخ أرشيف = 27 مارس 2019 }}